# Klaus Mann

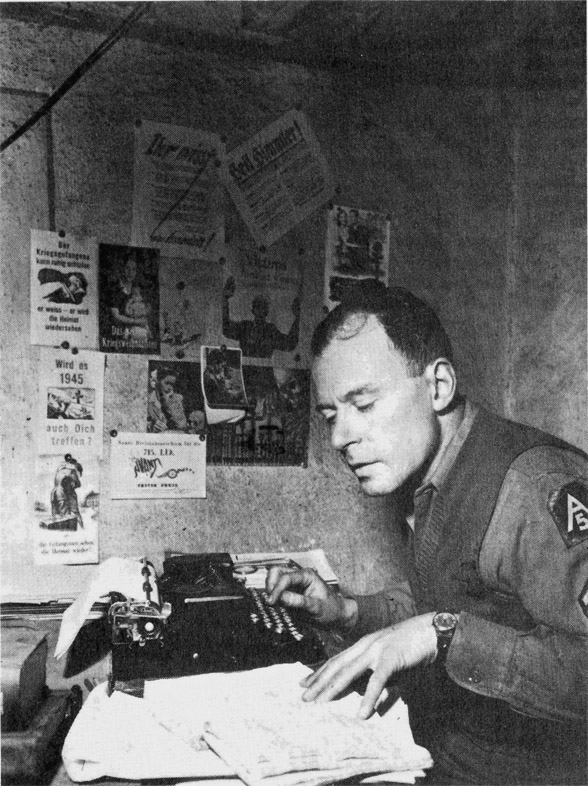
Klaus Mann als US-Sergeant in Italien, 1944. An der Wand hängen Flugblätter, die zum Teil von ihm verfasst worden sind.

Klaus Heinrich Thomas Mann (* 18. November 1906 in München; † 21. Mai 1949 in Cannes, Frankreich) war ein deutsch-amerikanischer Schriftsteller. Der älteste Sohn von Thomas Mann begann seine literarische Laufbahn in der Zeit der Weimarer Republik als Außenseiter, da er in seinem frühen Werk Themen verarbeitete, die zur damaligen Zeit als Tabubruch galten. Nach seiner Emigration aus Deutschland im Jahr 1933 aufgrund der NS-Machtübernahme folgte eine wesentliche Neuorientierung in der Thematik seiner Werke: Klaus Mann wurde zum kämpferischen Literaten gegen den Nationalsozialismus. Als Exilant nahm er 1943 die amerikanische Staatsbürgerschaft an. Die Neuentdeckung des Werkes von Klaus Mann in Deutschland fand erst viele Jahre nach seinem Tod statt. Er gilt heute als einer der wichtigsten Repräsentanten der deutschsprachigen Exilliteratur nach 1933.

## Leben

### Familie

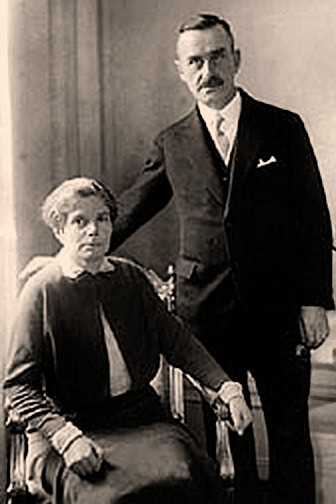
Thomas und Katia Mann, 1929

Klaus Mann wurde als zweites Kind und ältester Sohn von Thomas Mann und dessen Ehefrau Katia in großbürgerlichen Verhältnissen in München geboren. Sein Vater hatte die einzige Tochter der vermögenden Münchner Familie Pringsheim geheiratet und mit seinem Roman Buddenbrooks bereits große schriftstellerische Anerkennung erzielt. In der Familie Mann wurde Klaus Mann „Eissi“ (oder „Aissi“) genannt, ursprünglich ein Kosename seiner älteren Schwester Erika für Klaus, der später auch in Briefwechseln und dem Tagebuch Thomas Manns Anwendung fand.
Seine Abstammung bezeichnete Klaus Mann als „die bitterste Problematik meines Lebens“, da er als Schriftsteller zeitlebens am Werk des berühmten Vaters gemessen wurde, dessen Popularität andererseits bewirkte, „daß mein Name und der Ruhm meines Vaters, den man mitmeint, wenn man ihn denkt, mir den ersten Start erleichtert haben. […] Ich habe meinen unvoreingenommenen Leser noch nicht gefunden.“ Seine erste Veröffentlichung im Alter von 18 Jahren im Jahr 1924 in der Wochenzeitschrift Die Weltbühne hatte Klaus Mann allerdings unter Pseudonym eingereicht.
Die Beziehung zu seinem distanziert wirkenden Vater war stets ambivalent. Früh beklagte er in seinem Tagebuch „Z.’s [Thomas Manns] völlige Kälte, mir gegenüber.“ Thomas Mann, der in der Familie „Zauberer“ genannt wurde, formulierte jedoch kurz nach dem Tode seines Sohnes Klaus:
„Wie viele Raschheiten und Leichtigkeiten seinem Werk abträglich sein mögen, ich glaube ernstlich, daß er zu den Begabtesten seiner Generation gehörte, vielleicht der Allerbegabteste war.“
Mit seiner Mutter Katia Mann, „Mielein“ genannt, und besonders zu seiner Schwester Erika (im Familienkreis „Eri“ genannt) hatte er hingegen ein enges Vertrauensverhältnis, was sich an den zahlreichen Briefen zeigt, die er bis zu seinem Tod an sie geschrieben hat.

### Kindheit und Jugend

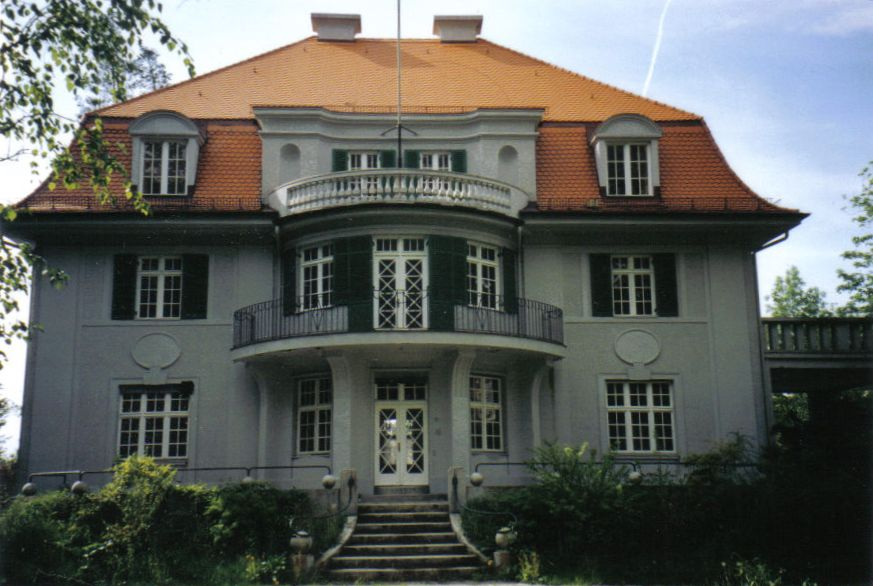
Nachbau der ehemaligen Villa Mann (Poschi) im Münchner Stadtteil Herzogpark

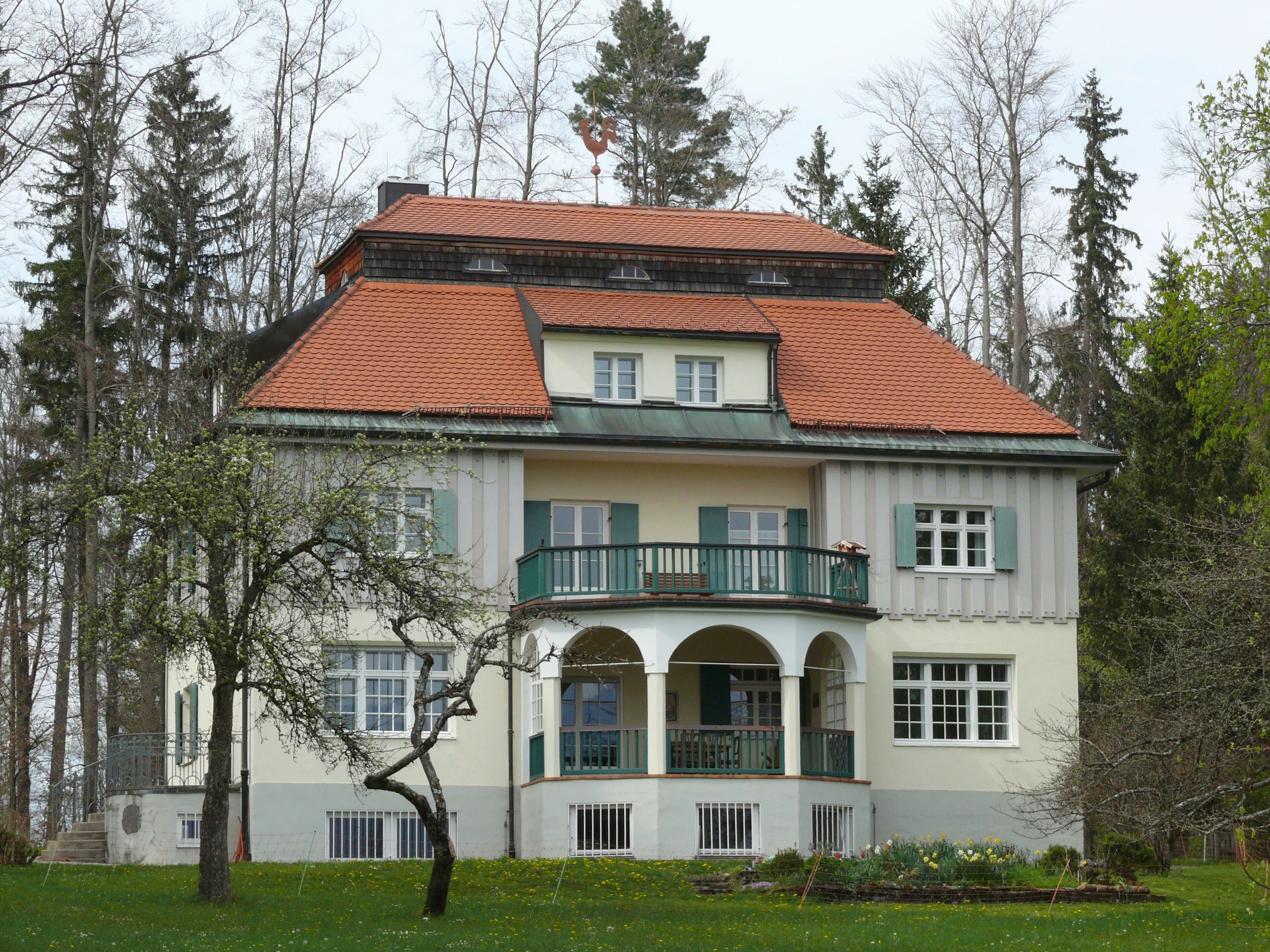
Das Landhaus in Bad Tölz, Foto aus dem Jahr 2022

Klaus Mann wurde im Münchner Stadtteil Schwabing geboren, ab 1910 lebte die Familie in der Mauerkircherstraße 13 in Bogenhausen in zwei miteinander verbundenen Vierzimmer-Wohnungen, um die inzwischen sechsköpfige Familie mit den Geschwistern Erika, Klaus, Golo und Monika sowie das Hauspersonal zu beherbergen. 1914 zog die Familie in das Poschi genannte Haus in der Poschingerstraße 1 am Herzogpark.

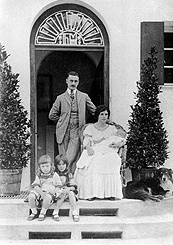
Golo Mann als Baby mit seinen Eltern vor dem Sommerhaus in Bad Tölz 1909; links unten auf der Treppe sitzend seine Geschwister Klaus und Erika Mann.

Die Sommermonate verbrachte die Familie überwiegend in ihrem 1908 erbauten Landhaus bei Bad Tölz. Das Tölzer Sommerhaus verkaufte Thomas Mann im Kriegsjahr 1917 jedoch zugunsten einer Kriegsanleihe. Im April 1918 kam Elisabeth („Medi“) zur Welt und ein Jahr darauf das sechste Kind der Familie Mann, Michael („Bibi“). Den jüngsten Familienzuwachs beschrieb Klaus Mann in seiner zweiten Autobiografie: „Angesichts der winzigen Kreaturen kamen wir uns recht würdig und überlegen vor, fast wie Onkel und Tante.“
In Klaus Manns Elternhaus gab es vielfältige kulturelle Anregungen. Schriftsteller wie Bruno Frank, Hugo von Hofmannsthal, Jakob Wassermann und Gerhart Hauptmann waren Gäste, ebenso wie der Verleger Thomas Manns, Samuel Fischer. Nachbar Bruno Walter war Generalmusikdirektor von München und brachte Klaus und seinen Geschwistern klassische Musik und die Oper nahe. Ihre Eltern lasen ihnen aus der Weltliteratur vor, später rezitierte der Vater aus seinen eigenen Werken. Mit zwölf Jahren las Klaus Mann nach eigenen Zeugnissen jeden Tag ein Buch. Seine Lieblingsautoren als Sechzehnjähriger waren bereits anspruchsvolle Literaten:
„In unverminderter Glorie strahlt das Vierergestirn, das um diese Zeit meinen Himmel beherrschte und dem ich mich noch heute gerne anvertraue: Sokrates, Nietzsche, Novalis und Walt Whitman.“
Dem Dichter Stefan George fühlte er sich ebenfalls verbunden: „Meine Jugend verehrte in Stefan George den Templer, dessen Sendung und Tat er im Gedicht beschreibt. Da die schwarze Woge des Nihilismus unsere Kultur zu verschlingen droht, […] tritt er auf den Plan – der militante Seher und inspirierte Ritter.“ Später lehnte er jedoch den nationalistischen Kult ab, der um den Dichter getrieben wurde. Die Werke seines Vaters und die seines Onkels Heinrich Mann, der zu einem seiner literarischen und politischen Vorbilder werden sollte, hatten ebenfalls einen starken Einfluss auf seine spätere schriftstellerische Tätigkeit.

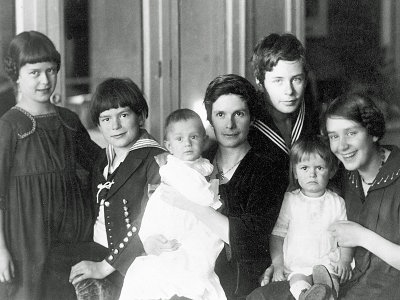
Katia Mann mit ihren sechs Kindern (von links nach rechts: Monika, Golo, Michael, Klaus, Elisabeth und Erika), 1919.

Von 1912 bis 1914 besuchte Klaus Mann mit seiner Schwester Erika eine Privatschule, das Institut von Ernestine Ebermayer, anschließend für zwei Jahre die Bogenhausener Volksschule. Zusammen mit seiner Schwester und Ricki Hallgarten, dem Sohn einer jüdischen Intellektuellenfamilie aus der Nachbarschaft, gründete er 1919 ein Ensemble, das sich den Namen Laienbund Deutscher Mimiker gab. Weitere Mitspieler waren neben den jüngeren Geschwistern Golo und Monika auch befreundete Nachbarskinder. Die Gruppe existierte drei Jahre lang und inszenierte acht Vorstellungen, darunter Klaus Manns Stück Ritter Blaubart aus dem Jahr 1921. Die Vorführungen fanden in privatem Rahmen statt; die Beteiligten legten viel Wert auf Professionalität, so ließen sie sich beispielsweise von einem Maskenbildner schminken. Zu dieser Zeit wollte er Schauspieler werden und beschrieb viele Schulhefte mit Theaterstücken und Versen. Seinem Tagebuch vertraute er an: „Ich muß, muß, muß berühmt werden.“
Nach der Volksschule wechselte Klaus Mann auf das Wilhelmsgymnasium in München. Er war ein mittelmäßiger bis schlechter Schüler und zeigte nur beim Verfassen von Aufsätzen sehr gute Leistungen. Er empfand die Schule als „stumpfsinnig und bedeutungslos – eine lästige Notwendigkeit“. Außerhalb der Schule fiel er durch ambitionierte und zum Teil bösartige Streiche als Kopf der im Wohnviertel berüchtigten „Herzogpark-Bande“ auf. Sie bestand aus den ursprünglichen Mitgliedern der Mimiker, zu denen außer Ricki Hallgarten auch Gretel und Lotte Walter, Töchter von Bruno Walter, gehörten. Seine Eltern beschlossen daraufhin eine Internatserziehung. Ab April bis Juli 1922 besuchte er zusammen mit seiner Schwester Erika die Bergschule Hochwaldhausen, eine Reformschule im hohen Vogelsberg in Oberhessen. Da die oberen Klassen wegen des „anarchistischen“ Ungehorsams der älteren Schüler aufgelöst wurden, kehrte Erika Mann nach München zurück, während Klaus sich in Salem vorstellte. Dort machte er den Eindruck eines „selbstgefälligen, frühzeitig gereiften und fähigen Jungen“, und seinen Eltern wurde die freie Schulgemeinde der Odenwaldschule in Ober-Hambach des Reformpädagogen Paul Geheeb empfohlen.

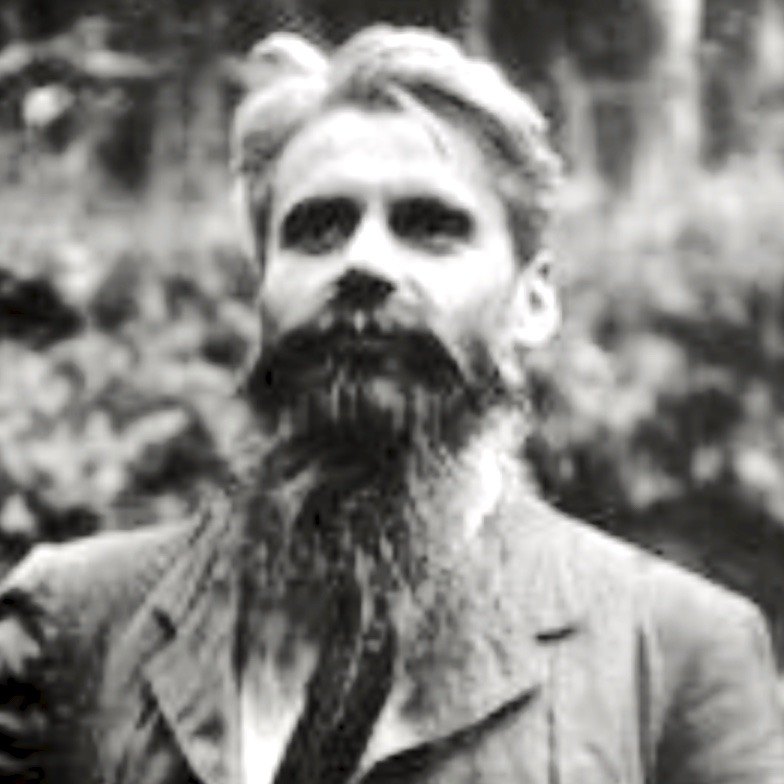
Paul Geheeb, 1909

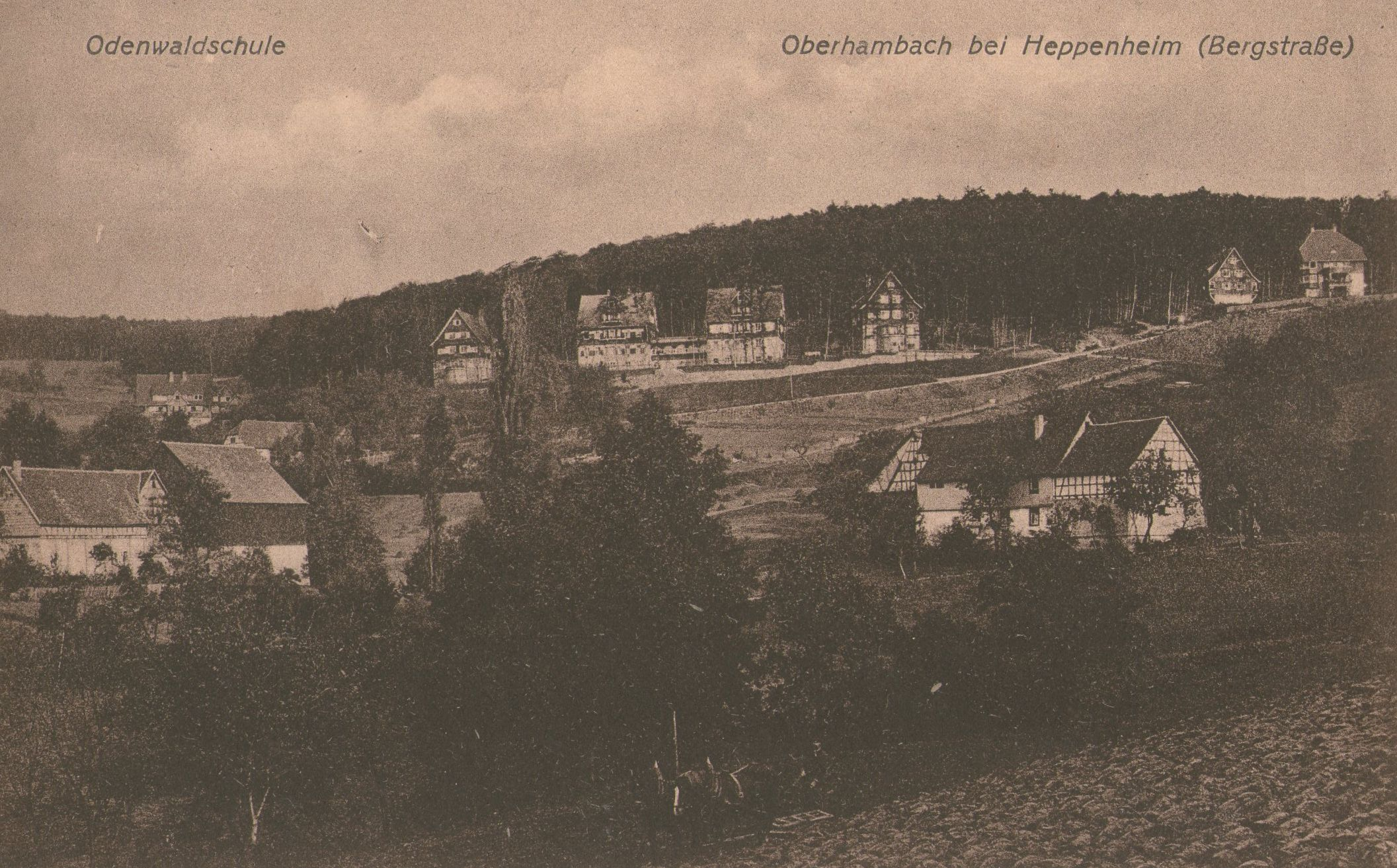
Die Odenwaldschule mit den um 1911 errichteten Schulgebäuden am Waldrand, von links: „Herder“-, „Fichte“-, „Schiller“- und „Humboldthaus“, rechts daneben abgesetzt: „Max-Cassirer-Haus“ und „Drude-Haus“ (1927 „Pestalozzihaus“). Zeitgenössische Ansichtskarte, um 1920.

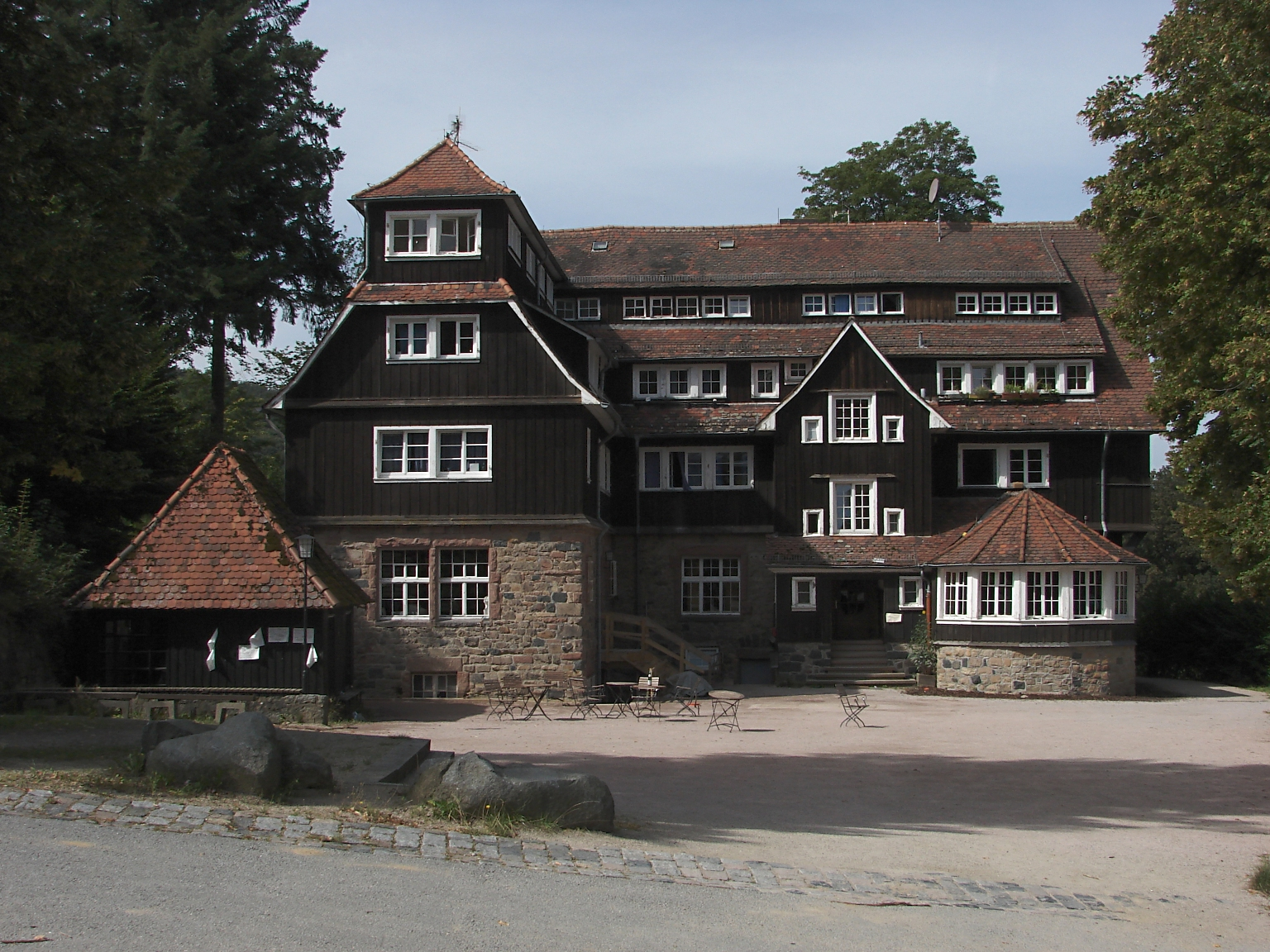
Das Goethehaus in der Odenwaldschule (mit Speisesaal, Bibliothek und Musikzimmer zu Manns Zeiten), 2008

Die Odenwaldschule besuchte er von September 1922 bis Juni 1923 und verließ sie auf eigenen Wunsch trotz vieler positiver Erlebnisse und neuer Freundschaften, beispielsweise die mit der späteren Tänzerin und Bildhauerin Oda Schottmüller. Einiges deutet darauf hin, dass er an diesem Ort seine ersten homoerotischen Begegnungen hatte. In seiner zweiten Autobiografie schrieb er, dass er sich an der Odenwaldschule in den Mitschüler Uto Gartmann verliebte: „Seine Stirne war glatt und kühl. Er war einsam und ahnungslos, wie die Tiere es sind und die Engel. Ich schrieb auf einen Fetzen Papier: ‚Ich liebe dich‘.“ In der Odenwaldschule entwickelte er das Selbstverständnis eines Künstlers und emotionalen Außenseiters. Dieses Gefühl kommt zum Beispiel in seinem Brief an den geschätzten Gründer und Schulleiter Paul Geheeb zum Ausdruck, dem er zum Abschied schrieb: „Überall werde ich – Fremdling sein. Ein Mensch meiner Art ist stets und allüberall einsam.“ In Manns früher Erzählung Der Alte, veröffentlicht 1925, lässt sich eine Beschreibung Paul Geheebs erkennen; der Protagonist, Schulleiter eines Landerziehungsheims und mit den äußeren Erscheinungsmerkmalen Geheebs, wird dahingehend charakterisiert, dass er bei seinen regelmäßigen privaten Treffen mit Schülerinnen zu „Zärtlichkeiten“ drängte:
„Wenn ungefähr eine Viertelstunde vorüber war, ging er zu Zärtlichkeiten über. Er begann das Mädchen zu streicheln, ja, er bettet sogar seinen Kopf, seinen weißen, unausdenkbar alten Kopf mit dem Faunsmund, in ihren Schoß, und wenn sie, zitternd und mit heißen jungen Händen seine Liebkosungen erwiderte, stammelte er: «Du Liebe, – daß du zu einem alten Manne so lieb noch sein magst», und, hinter dem weißen Barte zuckend, sucht sein großer, roter und alter Mund den ihren.“
Diese Erzählung führte zu schweren Verstimmungen zwischen Klaus Mann und Paul Geheeb, der sich in einem Brief bei Thomas Mann beschwerte; mit Thomas Manns vermittelnder Antwort konnte die Angelegenheit schließlich ausgeräumt werden. Der Odenwaldschule und ihrem Leiter blieb Klaus Mann trotz seines plötzlichen Abgangs verbunden. Er kehrte zunächst ins Elternhaus zurück und erhielt Privatunterricht zur Vorbereitung auf das Abitur, den er Anfang 1924 jedoch abbrach.
Während der wirtschaftlichen und politischen Krisenzeit des Inflationsjahrs 1923 hatte die junge Generation das Gefühl, den Boden unter den Füßen zu verlieren, die Werte der Väter hatten keine Bedeutung mehr. Um das Gefühl zu verdrängen, einer „verlorenen Generation“ anzugehören, hielt sich Klaus Mann oft in Berlin und München in Kabaretts und Bars auf und schilderte seine Erlebnisse in seinem Tagebuch:

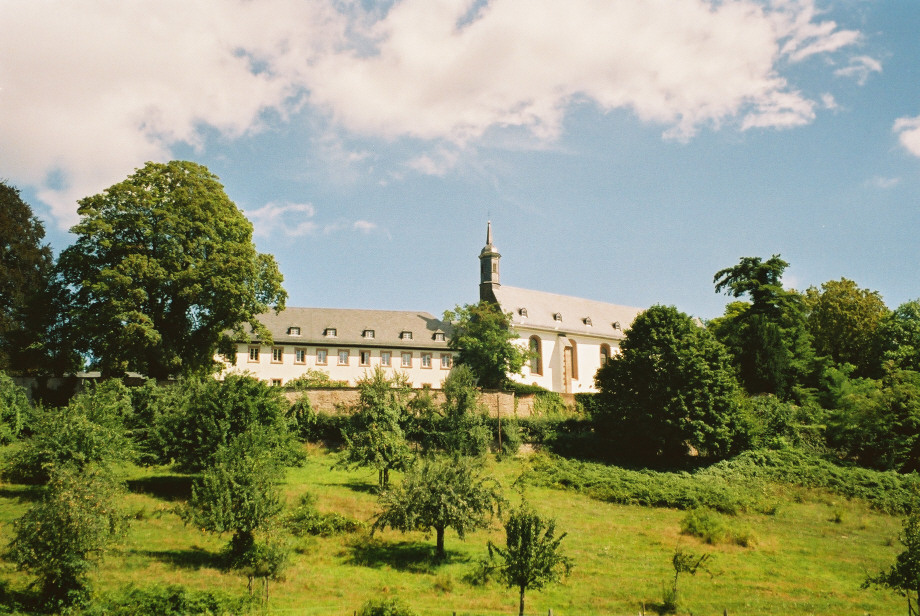
Stift Neuburg

„Da die Schwabinger Kneipen und Ateliers uns nicht attraktiv erschienen, bildeten wir unsere eigene kleine Boheme, einen flotten, wenngleich etwas kindlichen Zirkel. Ein junger Mann namens Theo [Theo Lücke, ein junger Börsenspekulant] finanzierte unsere Eskapaden; er war es, der uns in die teuren Restaurants und Dancings einführte, die wir bis dahin nur von außen sehnsüchtig betrachtet hatten. […] Theo arrangierte Maskenbälle, nächtliche Schlittenfahrten, luxuriöse Weekends in Garmisch oder am Tegernsee.“
Ab Ostern 1924 verbrachte Klaus Mann mehrere Wochen bei Alexander von Bernus, einem Freund seines Vaters, im Stift Neuburg bei Heidelberg, wo er an dem Novellenband Vor dem Leben, an Kabarettliedern und Gedichten arbeitete. Anfang September folgte Klaus Mann seiner Schwester Erika nach Berlin. Mit 18 Jahren erhielt er dort eine erste feste Anstellung als Theaterkritiker beim 12 Uhr Blatt, er blieb jedoch nur wenige Monate. Er lebte fortan als freier Schriftsteller und zeitlebens ohne festen Wohnort.

### Erste Erfolge

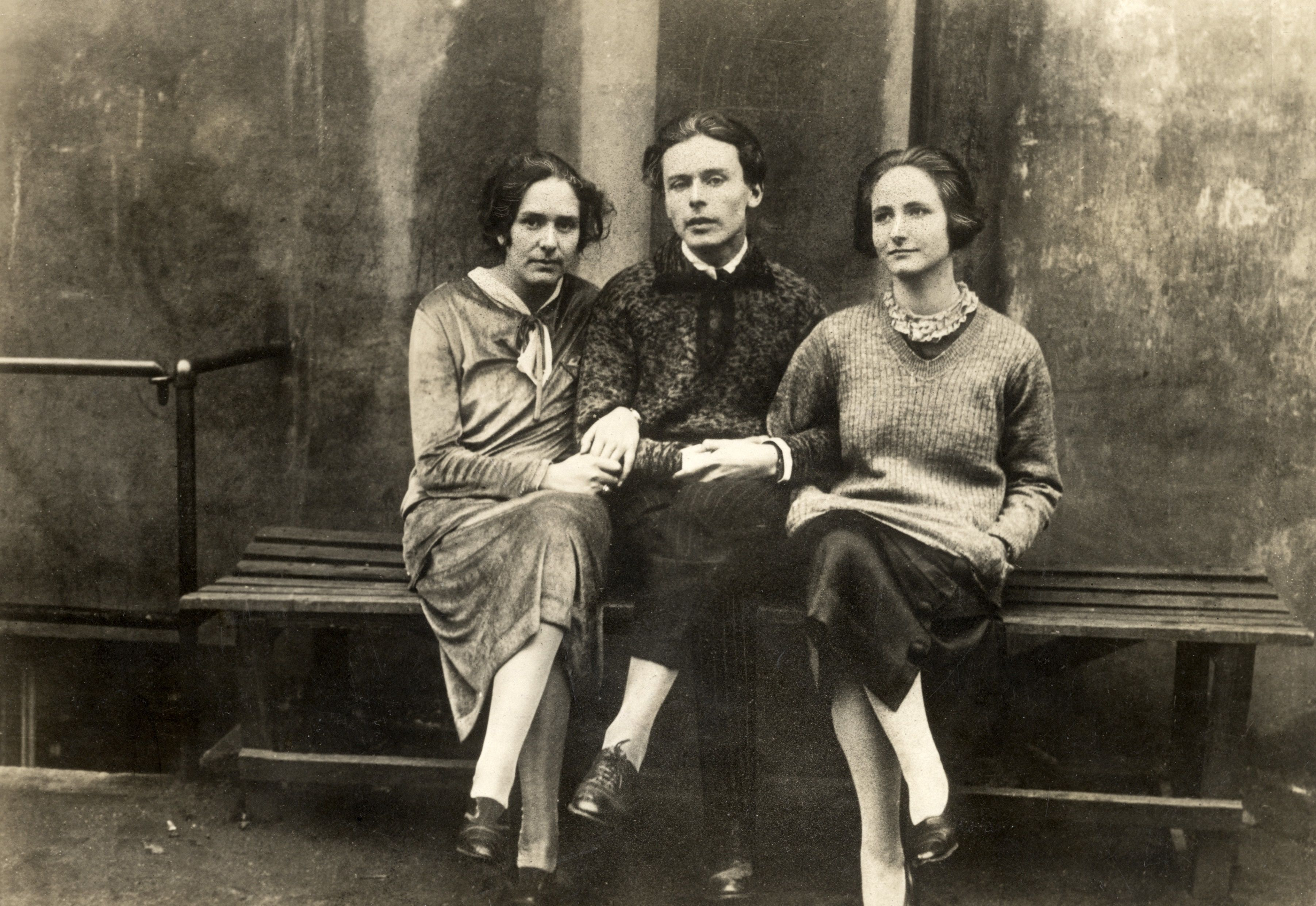
Erika, Klaus und Pamela Wedekind, um 1925

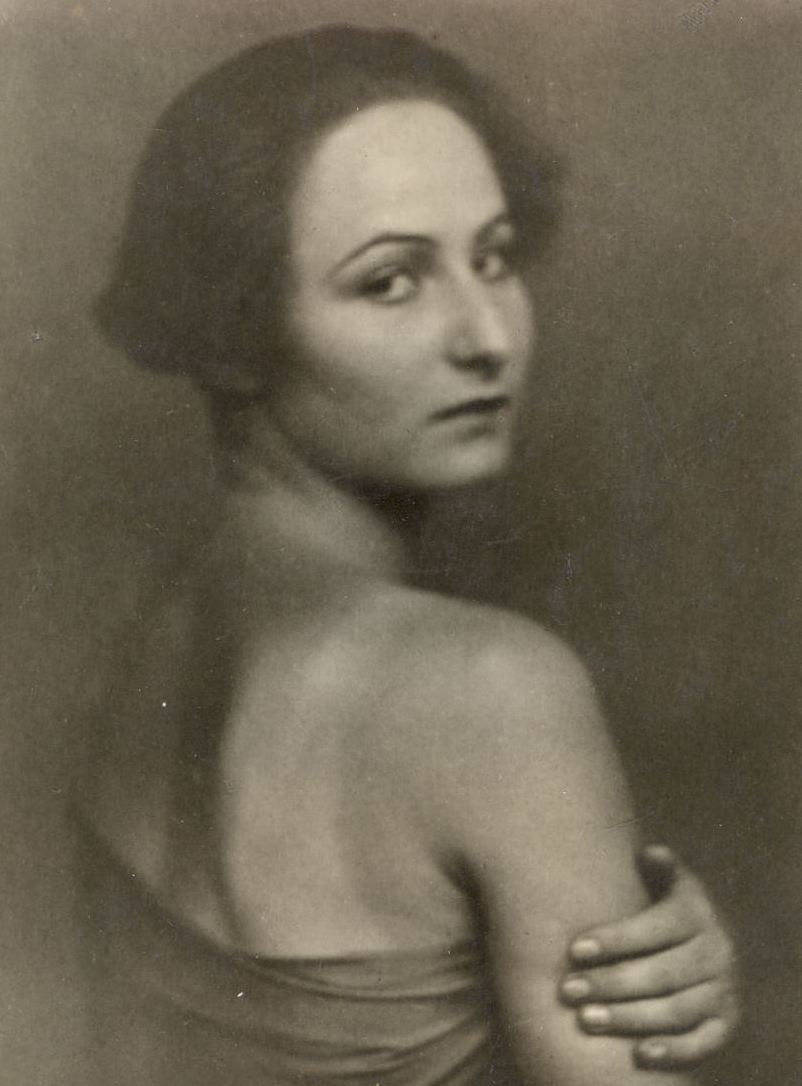
Pamela Wedekind 1926 am Leipziger Schauspielhaus

Im Juni 1924 verlobte sich Klaus Mann mit seiner Jugendfreundin Pamela Wedekind, der älteren Tochter des Dramatikers Frank Wedekind, die auch ein enges Verhältnis zu seiner Schwester Erika hatte. Die Verlobung wurde im Januar 1928 aufgelöst. Pamela Wedekind heiratete im Jahr 1930 Carl Sternheim, den Vater der gemeinsamen Freundin Dorothea Sternheim, genannt „Mopsa“.

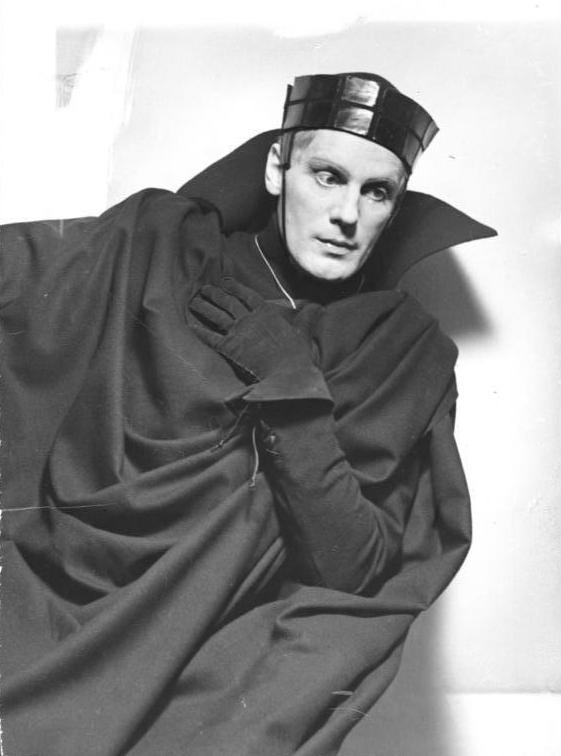
Gustaf Gründgens, 1936 als Hamlet

Sein erstes Theaterstück Anja und Esther, in dem er Themen seiner Internatszeit verarbeitet hatte, wurde am 20. Oktober 1925 in München und am 22. Oktober an den Hamburger Kammerspielen uraufgeführt. In Hamburg traten in den Hauptrollen Klaus und Erika Mann, Pamela Wedekind sowie Gustaf Gründgens auf. „Von den Gestaden der Nordsee bis nach Wien, Prag und Budapest gab es ein groß Gerausche im Blätterwald: Dichterkinder spielen Theater!“ Das Stück wurde von der Öffentlichkeit als Skandal gewertet, da es die lesbische Liebe zweier Frauen thematisierte. Trotz aller Kritik spielten „die Dichterkinder vor vollen Häusern.“
Klaus Manns erste Buchpublikation war im Jahr 1925 der Novellenband Vor dem Leben, der im Gebrüder Enoch Verlag erschien. Im gleichen Jahr bekannte er sich öffentlich zu seiner Homosexualität, als er den Roman Der fromme Tanz veröffentlichte, der als einer der ersten sogenannten Homosexuellen-Romane in der deutschen Literatur gilt. Er entstand nach seiner ersten großen Auslandsreise im Frühjahr 1925, die ihn nach England, Paris, Marseille, Tunesien und zurück über Palermo, Neapel und Rom geführt hatte. Sein Vater veröffentlichte im selben Jahr den Essay Über die Ehe, der die Homoerotik als „Widersinn“ und „Fluch“ bezeichnete. Thomas Mann bezog sich hierbei auf seine eigenen homosexuellen Neigungen, die er sich nicht auszuleben gestattete und zu Lebzeiten nicht öffentlich machte. Die offen gelebten homosexuellen Beziehungen seiner Kinder wurden von ihm jedoch toleriert, so war es unter anderem üblich, dass Klaus Mann seine Partner ins Elternhaus mitbrachte.

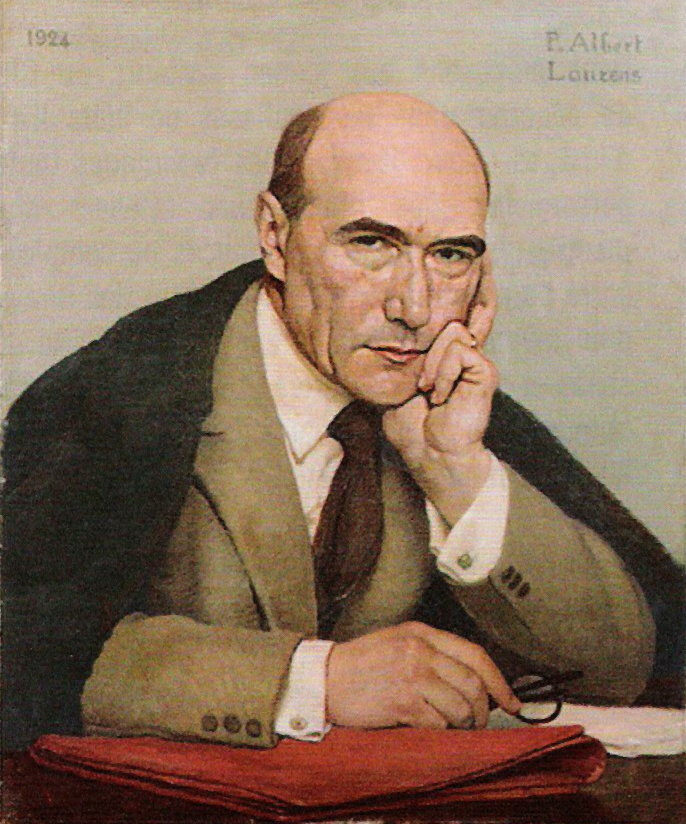
André Gide auf einem Gemälde von Paul Albert Laurens, 1924

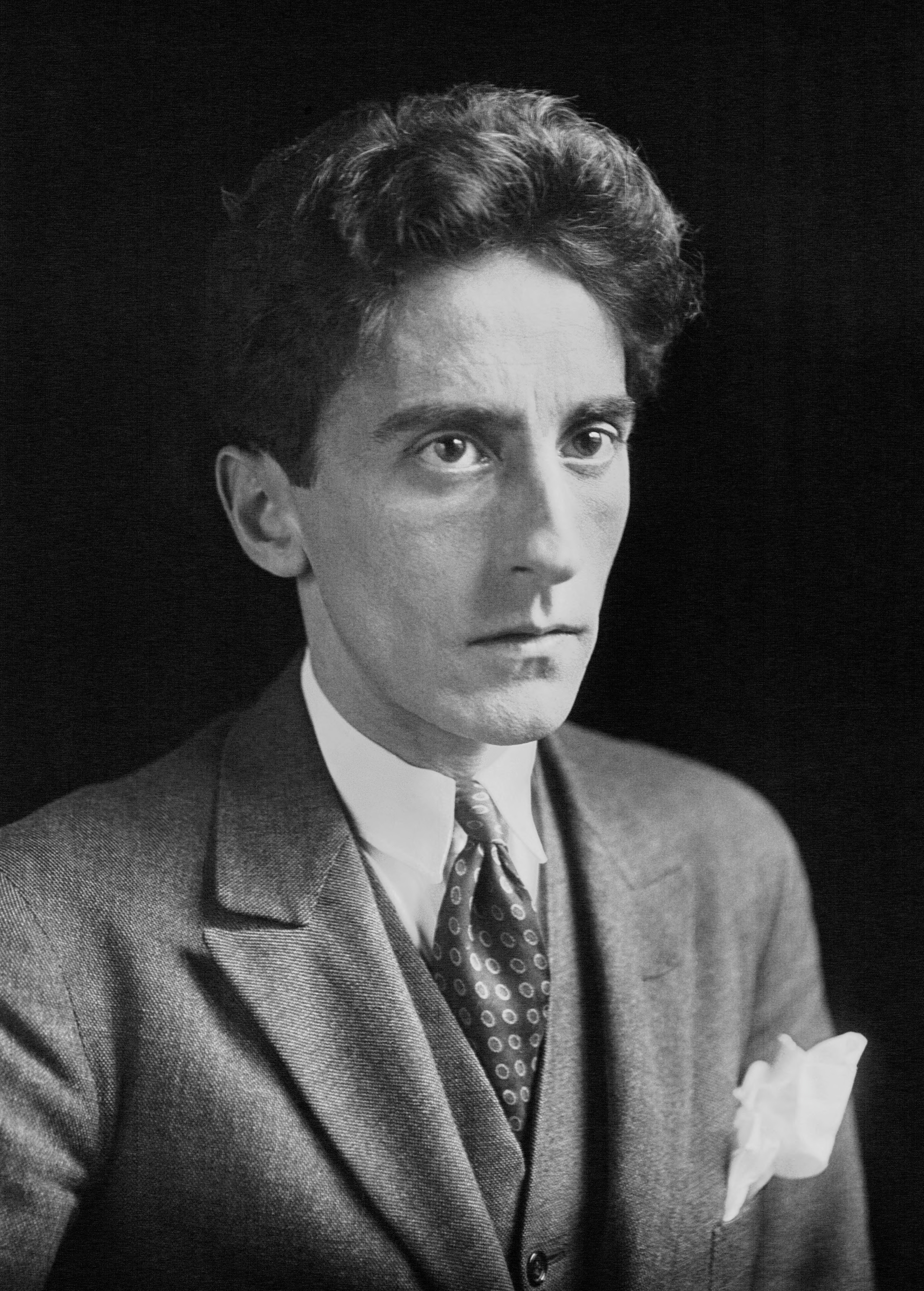
Jean Cocteau, 1923

Klaus Mann führte ein rastloses Leben ohne Lebensmittelpunkt. Im Jahr 1925 hielt er sich häufig in Paris auf, wo er viele französische Schriftsteller kennenlernte wie Jean Cocteau, dessen Werk Les Enfants terribles er 1930 unter dem Titel Geschwister dramatisierte. Der Dichter André Gide, den er als eine Art Übervater sah, wurde sein intellektuelles und moralisches Vorbild; die ihm entgegengebrachte emotionale Nähe wurde von diesem jedoch nicht erwidert. René Crevel, ein surrealistischer Schriftsteller, wurde sein Freund, und durch Crevel lernte Mann den Kreis der Pariser Surrealisten kennen. Aus anfänglicher Sympathie für die künstlerische Bewegung wurde Abneigung, die sich in den Essays Die Avantgarde – gestern und heute (1941) sowie Surrealistischer Zirkus (1943) niederschlug; hauptsächliche Gründe dafür waren die verbissene kommunistische Politisierung und der „Führerkult“ um André Breton, mit dem Mann den Selbstmord von Crevel im Jahr 1935 in Verbindung brachte.

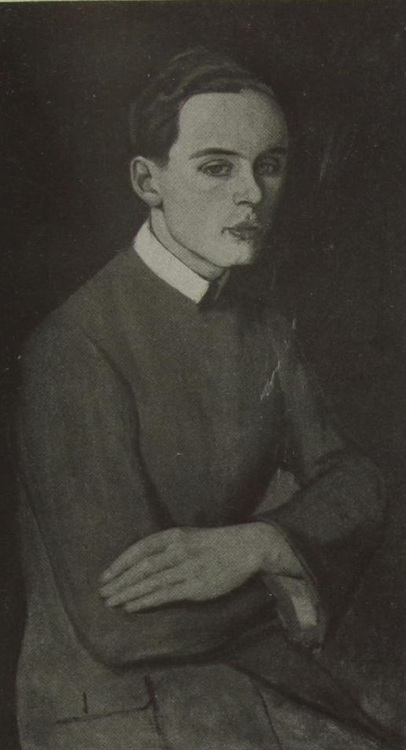
Klaus Mann, porträtiert von seiner Tante Olga Pringsheim, 1926

Erika Mann heiratete Gründgens am 24. Juli 1926. Im Jahr 1927 brachte Klaus Mann am Leipziger Schauspielhaus unter der Regie von Gründgens und in gleicher Besetzung wie Anja und Esther sein Stück Revue zu Vieren zur Uraufführung und ging anschließend mit Erika und Pamela Wedekind auf Tournee. Aufgrund der schlechten Kritiken fürchtete Gründgens um seinen Ruf, spielte außer in der Uraufführung noch in Hamburg und Berlin mit, schloss sich der Tournee von Cottbus bis Kopenhagen jedoch nicht mehr an. Daraufhin begann die Entfremdung zwischen Klaus Mann und Gründgens.
Im Essay Heute und Morgen. Zur Situation des jungen geistigen Europas, der 1927 erschien, beschrieb Klaus Mann seine Überzeugung, dass Europa seine friedlichen und sozialen Verpflichtungen gemeinsam erfüllen müsse. Nach seinen erotischen Themen, in denen er „die Liebe zum Körper“ zum Ausdruck gebracht hatte, kamen erstmals selbstkritische Äußerungen, dass er die „soziale Verpflichtung“ bisher zu wenig verfolgt habe. Er rief zu einer Verständigungspolitik auf, denn dies sei die Lehre aus dem bitteren „Irrtum“ von 1914, als die meisten „Geistigen“ dem „triumphierenden Wahnsinn verfielen, anstatt seiner zu fluchen.“ Er bezog sich in seinem Essay auf Heinrich Manns Diktatur der Vernunft, Coudenhove-Kalergi Paneuropa-Konzept und Ernst Blochs sozialistische Vorstellungen vom Geist der Utopie.

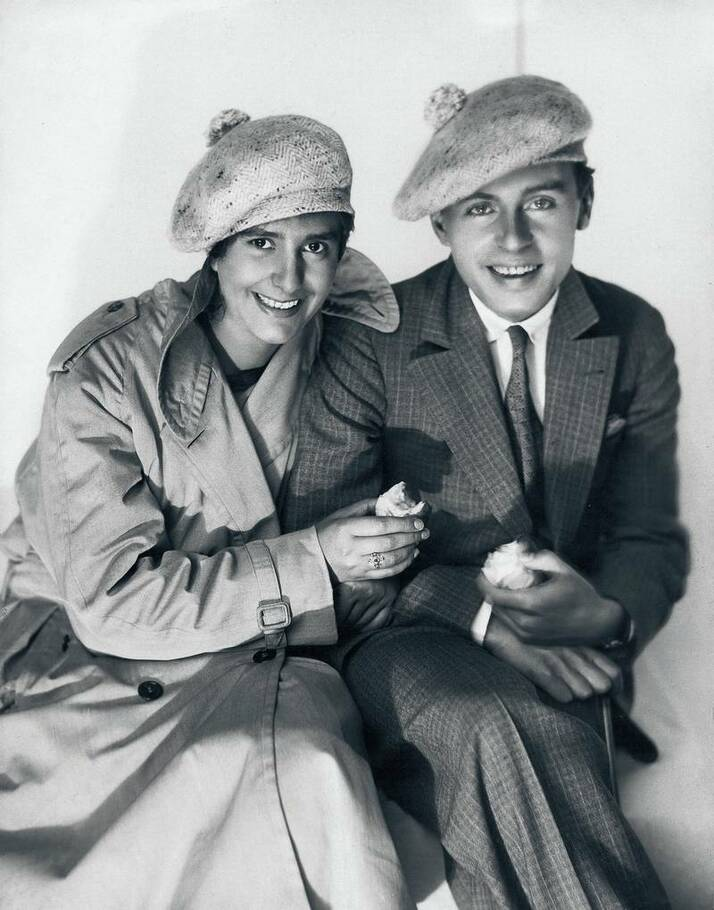
Erika und Klaus Mann 1927. Foto von Eduard Wasow

Zusammen mit seiner Schwester Erika brach Klaus Mann am 7. Oktober 1927 zu einer mehrmonatigen Weltreise bis Juli 1928 auf, die beide über die USA einschließlich Hawaii, Japan, Korea und die Sowjetunion rund um den Globus führte. Durch ihre internationalen Bekanntschaften und die Berühmtheit ihres Vaters erhielten sie Zutritt bei vielen Prominenten des Kulturbetriebs wie Emil Jannings und Upton Sinclair. Zudem gaben sie sich das Pseudonym The Literary Mann Twins, präsentierten sich als Zwillinge, um damit weitere Aufmerksamkeit zu erregen. Ihren Unterhalt versuchten Klaus und Erika Mann durch Vorträge zu finanzieren, aber die Erträge waren zu gering, und nach der Reise hatten sie hohe Schulden, die von Thomas Mann beglichen wurden, nachdem er 1929 den Nobelpreis für Literatur erhalten hatte. Der gemeinsame Bericht über die Weltreise wurde unter dem Titel Rundherum im Jahr 1929 veröffentlicht.
Im Jahr 1929 erschien Klaus Manns Alexander. Roman der Utopie, in dem er die Lebensgeschichte Alexanders des Großen nachzeichnete. Im Vergleich zu seinem ersten Roman Der fromme Tanz erscheint die Sprache funktionaler, knapper. Jedoch blieb Mann ein Vertreter des herkömmlichen, ausführlich erzählenden Schreibstils. Obwohl er sich zu einer „Verlorenen Generation“ zählte, nahm er sich kein Beispiel an den amerikanischen Literaten der „Lost Generation“ wie Gertrude Stein, Sherwood Anderson und Ernest Hemingway, die sich in kurzen, einfach formulierten Sätzen ausdrückten.
Die Künstlerehe von Erika Mann und Gustaf Gründgens hatte keinen Bestand; am 9. Januar 1929 erfolgte die Scheidung. Klaus Mann nahm Gründgens später zur Vorlage für seinen Roman Mephisto, der 1936 in Amsterdam erschien und 1971 durch das Verbot der Neuveröffentlichung, die sogenannte Mephisto-Entscheidung, zu einem Literaturskandal in der Bundesrepublik Deutschland führte.
Anfang 1930 unternahmen Klaus und Erika Mann eine Reise nach Nordafrika. In der Stadt Fez in Marokko hatten beide erstmals durch ihren Fremdenführer Kontakt mit dem „Zauberkräutlein Haschisch.“ Es sollte für die Geschwister zum „Horrortrip“ werden, den Klaus Mann später in seiner zweiten Autobiografie ausführlich beschrieb. Sein Drogenkonsum, von dem er zeitlebens nicht mehr freikommen sollte, begann jedoch schon Ende 1929. Er nahm Morphin, wie er seiner Schwester gegenüber äußerte. Es wird vermutet, dass ihn Mopsa Sternheims Freund und späterer Ehemann Rudolph von Ripper mit Rauschgift bekannt gemacht hatte.

### Vorboten des Dritten Reichs
Die Weltwirtschaftskrise von 1929 verhalf der NSDAP zum Durchbruch; bei der Reichstagswahl vom 14. September 1930 erhielt die Partei einen gewaltigen Stimmenzuwachs und konnte ihre Mandate im Parlament von 12 auf 107 erhöhen. Klaus Mann nahm daraufhin in einem Vortrag vor dem Wiener Kulturbund im Herbst 1930 zum ersten Mal öffentlich zur Tagespolitik Stellung: „Wer in politics bis gestern noch apathisch war, den hat das Resultat unserer Reichstagswahlen aufgerüttelt.“

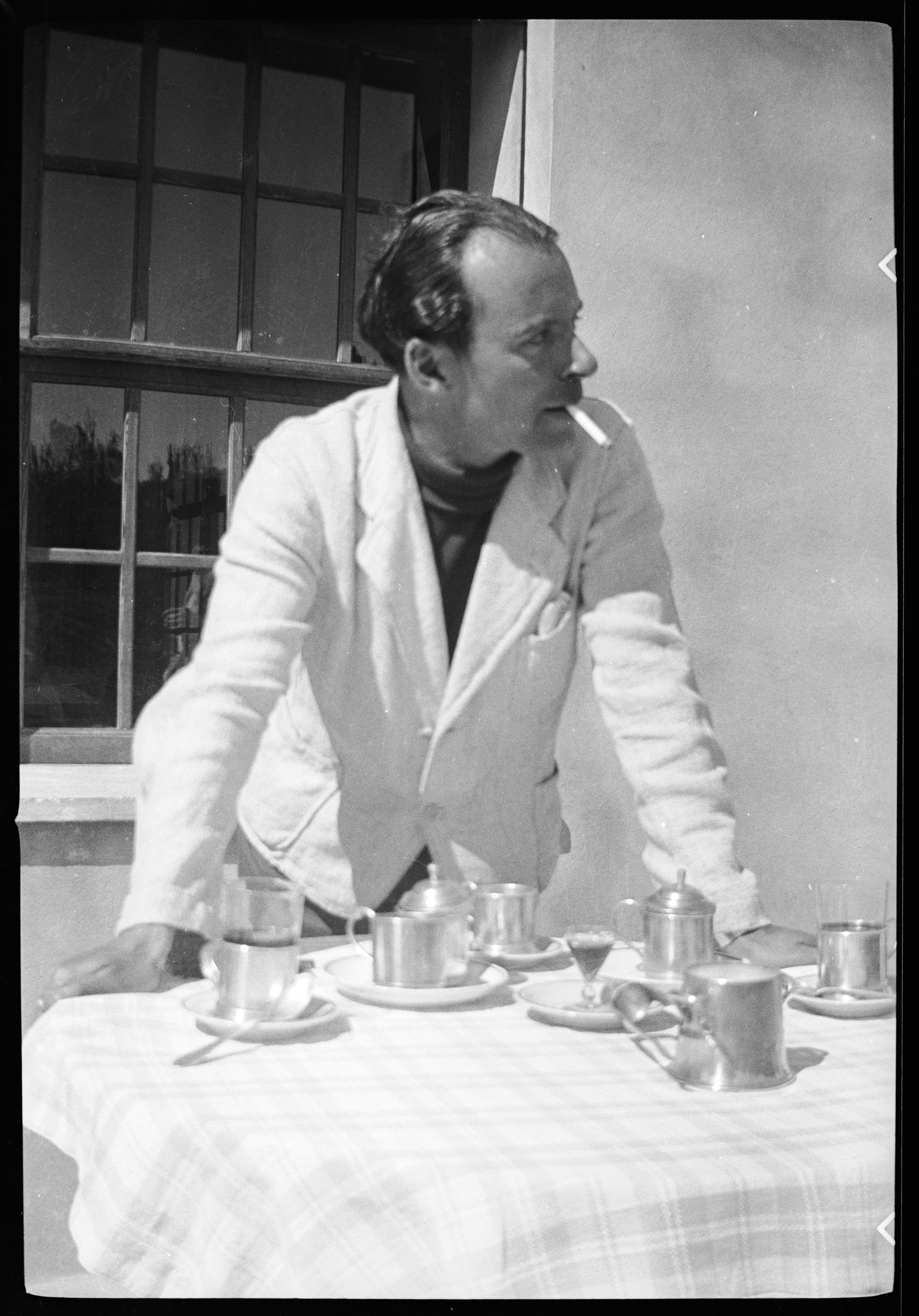
Klaus Mann, Foto von Annemarie Schwarzenbach, 1933

Im Frühjahr 1932 erschien seine erste Autobiografie mit dem Titel Kind dieser Zeit, Ricki Hallgarten gewidmet, sie umspannt die Jahre 1906 bis 1924. In den wenigen Monaten bis zu Hitlers Machtergreifung fand das Buch eine breite Leserschaft, da das literarische Selbstporträt eines berühmten Sohnes aus prominenter Familie mit seinen Anekdoten und Enthüllungen die Neugierde des Lesepublikums befriedigte. Kind dieser Zeit wurde 1933 verboten.
Ebenfalls im Jahr 1932 wurde der Roman Treffpunkt im Unendlichen veröffentlicht, er schildert das Leben junger Künstler und Intellektueller in Berlin und Paris unmittelbar vor Hitlers Machtergreifung. Der Protagonist Gregor Gregori ist in der stilisierten Figur des Karrieristen weitgehend identisch mit der des Hendrik Höfgen in Manns späterem Roman Mephisto.
Klaus und Erika Mann, Ricki Hallgarten und die gemeinsame Freundin Annemarie Schwarzenbach hatten im selben Jahr eine Autoreise nach Persien geplant. Am Vorabend der Reise, am 5. Mai 1932, erschoss sich Ricki Hallgarten in seinem Haus in Utting am Ammersee. Klaus Mann verfasste für den Jugendfreund wenig später sein literarisches Denkmal, den einfühlsamen Essay Ricki Hallgarten – Radikalismus des Herzens. Im Sommer 1932 unternahm Klaus mit Erika eine Reise nach Finnland; dort traf er den Gutsbesitzersohn Hans Aminoff (1904–1968) wieder, den er im Frühjahr 1932 in Paris kennengelernt und in den er sich unerwidert verliebt hatte. Diese Erlebnisse wurden später im Roman Flucht in den Norden verarbeitet.

### Europäisches Exil

Flugblatt vom April 1933: Aufruf zur Bücherverbrennung

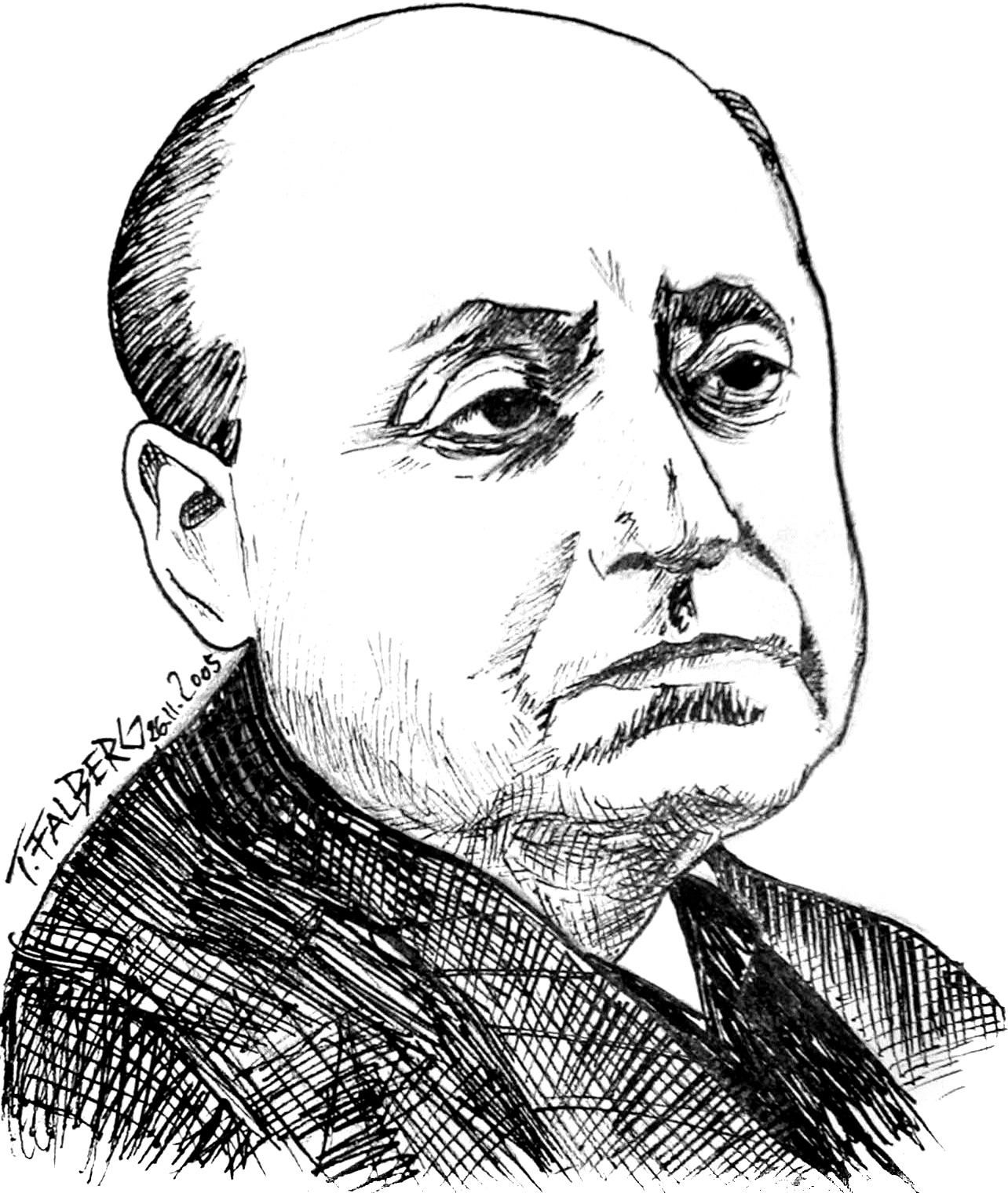
Gottfried Benn um 1951, Zeichnung von Tobias Falberg

Infolge der Ernennung Hitlers zum Reichskanzler wurde Klaus Mann zum aktiven Gegner des Nationalsozialismus und engagierte sich in dem Anfang 1933 von Erika gegründeten Kabarett Die Pfeffermühle, das mit seinem politisch-satirischen Programm gegen den Nationalsozialismus agierte. Um einer Verhaftung zu entgehen, verließ er am 13. März 1933 Deutschland und flüchtete nach Paris ins Exil. Für ihn und seine Geschwister wurde der vorübergehende elterliche Wohnsitz in Sanary-sur-Mer zum Treffpunkt mit anderen deutschsprachigen Emigranten, wie zum Beispiel Hermann Kesten und Franz und Alma Werfel. Weitere Orte der ersten Emigrationsphase waren Amsterdam und Küsnacht bei Zürich, wo die Eltern ein Haus gemietet hatten.
Am 9. Mai 1933 schrieb er an den einst verehrten Schriftsteller Gottfried Benn einen Brief, in dem er dessen positive Haltung zum Nationalsozialismus anprangerte. Er warf Benn vor, seinen Namen, einst Inbegriff höchsten Niveaus, denen zur Verfügung zu stellen, „deren Niveaulosigkeit absolut beispiellos in der europäischen Geschichte ist und vor deren moralischer Unreinheit sich die Welt in Abscheu abwendet.“ Benn konterte mit einer offenen „Antwort an die literarischen Emigranten“, die vom Berliner Rundfunk gesendet und anschließend am 25. Mai von der „Deutschen Allgemeinen Zeitung“ gedruckt wurde, in der er den Emigranten das Recht absprach, die Lage in Deutschland zutreffend zu beurteilen. Später gestand Benn seinen Irrweg ein und schrieb in seinem 1950 erschienenen Buch Doppelleben über den damals Siebenundzwanzigjährigen, er habe „die Situation richtiger beurteilt, die Entwicklung der Dinge genau vorausgesehen, er war klarerdenkend als ich.“
Manns Roman Der fromme Tanz gehörte wie andere seiner Werke zu den Büchern, die zwischen dem 10. Mai und 21. Juni 1933 von den Nationalsozialisten öffentlich verbrannt wurden. Er nahm in seinem Tagebuch am 11. Mai ironisch Stellung: „Gestern also sind auch meine Bücher in allen deutschen Städten öffentlich verbrannt worden; in München auf dem Königsplatz. Die Barbarei bis ins Infantile. Ehrt mich aber.“
Klaus Mann besuchte im August 1934 als Gast den 1. Allunionskongress der Sowjetschriftsteller in Moskau, stand aber als einziger eingeladener Literat dem Bolschewismus eher distanziert gegenüber, anders als beispielsweise Willi Bredel, Oskar Maria Graf und Ernst Toller. Im September 1934 unterzeichnete er einen Aufruf gegen die Rückgliederung des autonomen Saargebiets an das Deutsche Reich. Daraufhin wurde er Anfang November ausgebürgert und musste zunächst mit einem niederländischen Fremdenpass als Staatenloser reisen. Mann erinnert sich, dass gleichzeitig mit ihm der Schriftsteller Leonhard Frank und der Regisseur Erwin Piscator ausgebürgert wurden.

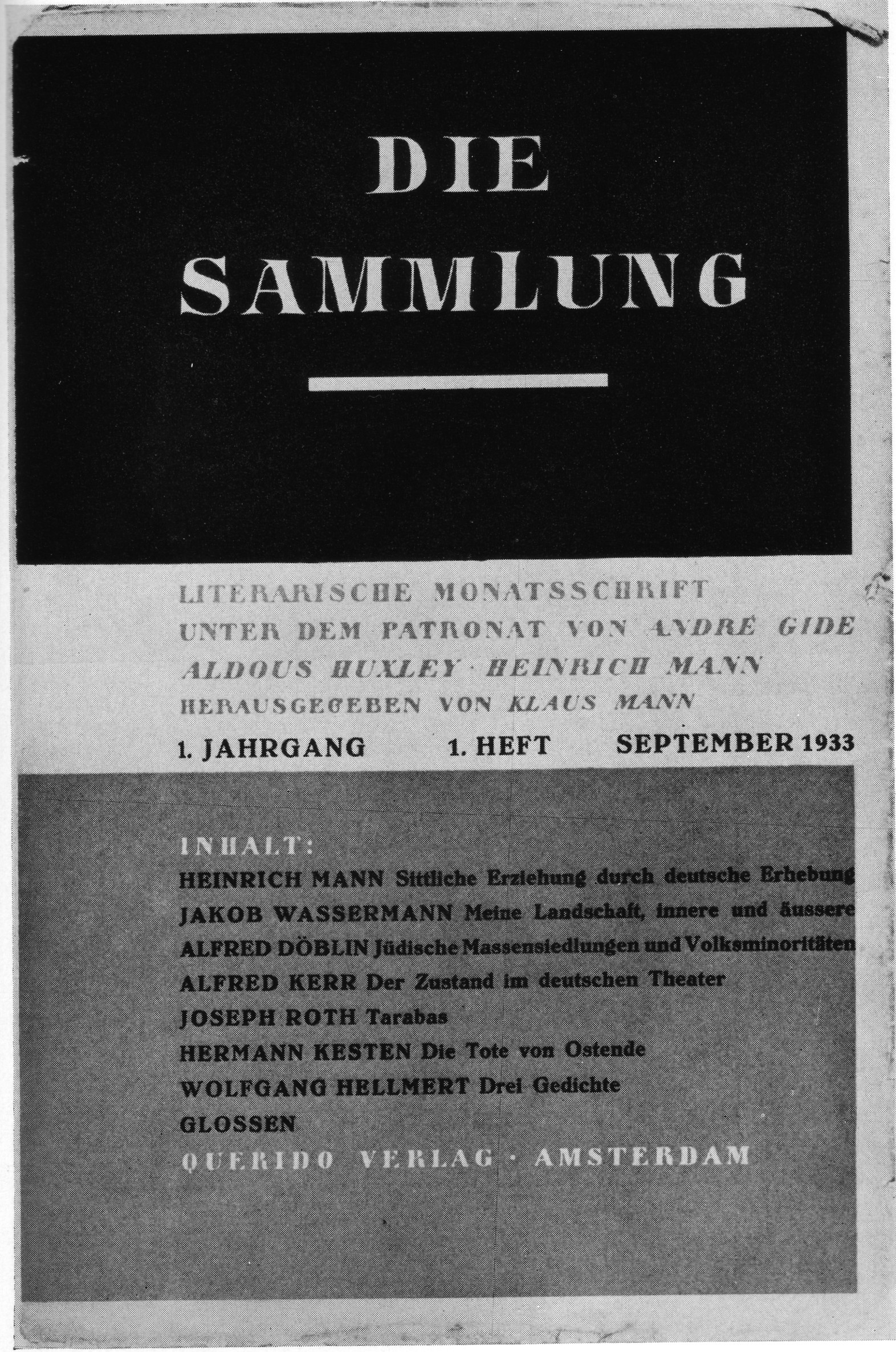
Die Sammlung. Erstes Heft, September 1933

Bereits ab September 1933 brachte Klaus Mann die literarische Monatszeitschrift Die Sammlung im Querido Verlag in Amsterdam heraus. Sein Freund Fritz H. Landshoff leitete die neugegründete deutschsprachige Abteilung des Verlagshauses, in dem viele deutsche Exilanten ihre Bücher verlegen ließen. Landshoff war nach Manns Aussage nach dem Tod von Ricki Hallgarten „die schönste menschliche Beziehung, die ich diesen ersten Jahren des Exils verdanke.“ Beiträge in der Zeitschrift Die Sammlung verfassten unter anderen sein Onkel Heinrich Mann, Oskar Maria Graf, André Gide, Aldous Huxley, Heinrich Eduard Jacob und Else Lasker-Schüler. Im August 1935 musste Die Sammlung wegen zu geringer Abonnentenzahlen eingestellt werden trotz finanzieller Unterstützung durch Annemarie Schwarzenbach und Fritz Landshoff; Klaus Mann arbeitete monatelang ohne Bezahlung. Einige Autoren wie Stefan Zweig, Robert Musil, Alfred Döblin und sein Vater Thomas Mann hatten die Mithilfe verweigert oder distanzierten sich nachträglich von der Zeitschrift, weil ihnen die Texte zu politisch erschienen und sie aus diesem Grund Nachteile für ihr eigenes Werk in Deutschland befürchteten. Der Verleger Gottfried Bermann Fischer argumentierte beispielsweise, wer weiterhin seine Bücher in Deutschland veröffentlicht sehen wolle, dürfe nicht an einer im Reich verbotenen Zeitschrift wie der Sammlung mitarbeiten.

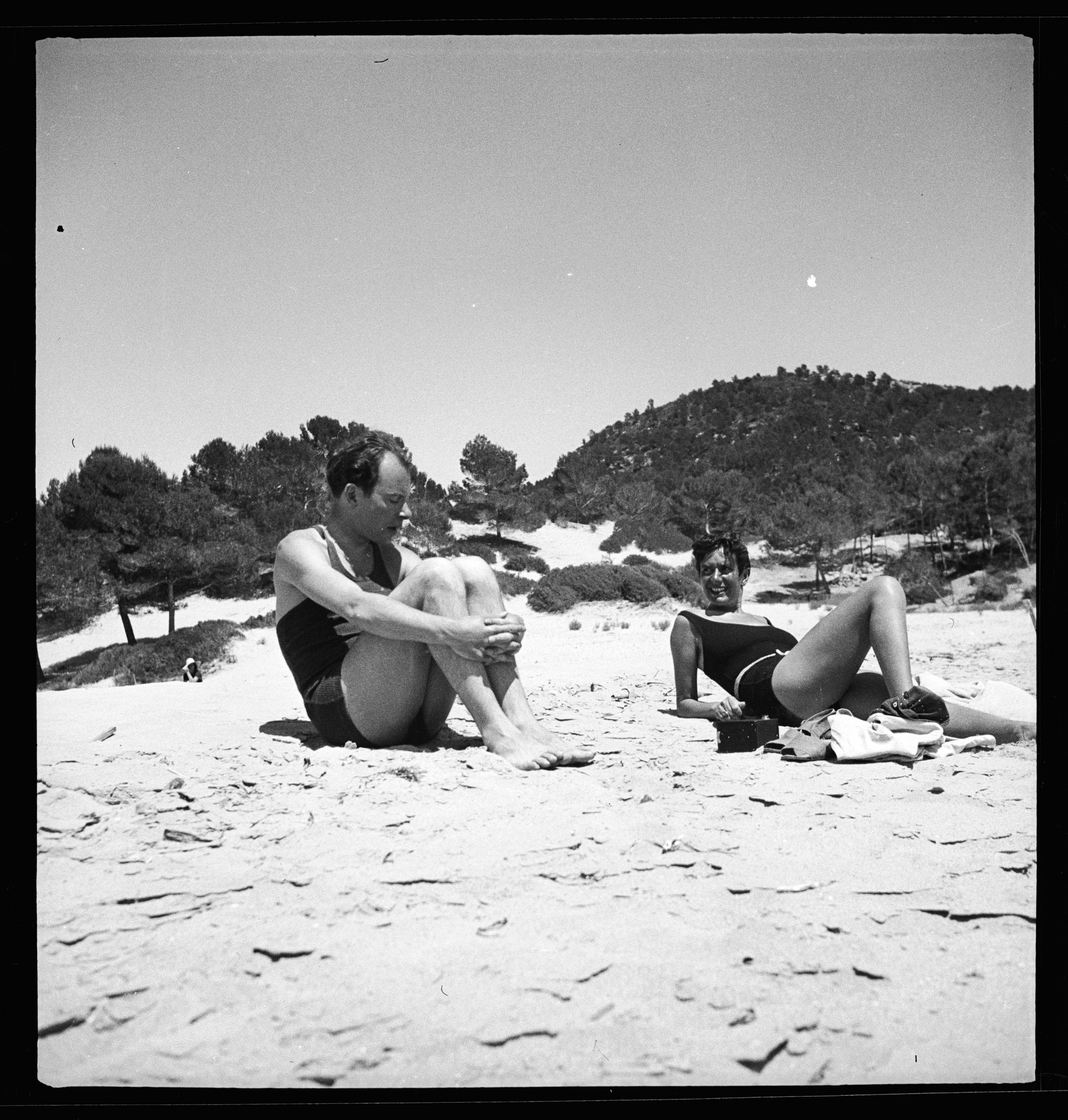
Klaus und Erika auf Mallorca, 1936, Foto von Annemarie Schwarzenbach

In den folgenden Jahren führte Klaus Mann ein Emigrantenleben mit wechselnden Aufenthalten in Amsterdam und Paris, der Schweiz, der Tschechoslowakei, Ungarn und den USA. Während dieser Zeit erschienen drei seiner bedeutendsten Werke: Flucht in den Norden (1934), der Tschaikowsky-Roman Symphonie Pathétique (1935) und Mephisto (1936). Die Wandlung seines früheren Schwagers Gustaf Gründgens zum Karrieristen als Protegé Hermann Görings und kulturellen Repräsentanten des Dritten Reiches hatte ihn entsetzt und inspirierte ihn zu seinem wohl bekanntesten Werk. Der Protagonist Hendrik Höfgen als Mitläufer ähnelt Diederich Heßling aus Heinrich Manns Werk Der Untertan, einer 1918 erschienenen Satire auf die Wilhelminische Epoche. Klaus Mann hatte diesen Roman während der Niederschrift des Mephisto erneut gelesen und erkannte die erschreckende, prophetische Aktualität des Werkes.
Nach Aberkennung der deutschen Staatsbürgerschaft wurde er – ebenso wie andere Mitglieder der Familie Mann – 1937 Staatsbürger der Tschechoslowakei. Erika Mann hatte schon 1935 in zweiter Ehe den Literaten W. H. Auden geheiratet und damit die britische Staatsbürgerschaft erlangt. In Budapest lernte Klaus Mann im Sommer 1937 kurz vor seinem ersten Opiate-Entzug seinen mehrjährigen amerikanischen Lebensgefährten, den Film- und Literaturkritiker Thomas Quinn Curtiss, kennen, dem er im selben Jahr Vergittertes Fenster widmete, eine Novelle um König Ludwig II. von Bayern. Sein zweiter Entzugsversuch fand im April 1938 in Zürich statt. Im Spanischen Bürgerkrieg war er im Juni und Juli 1938 als Reporter vor Ort für die Pariser Tageszeitung tätig.

### Amerikanisches Exil

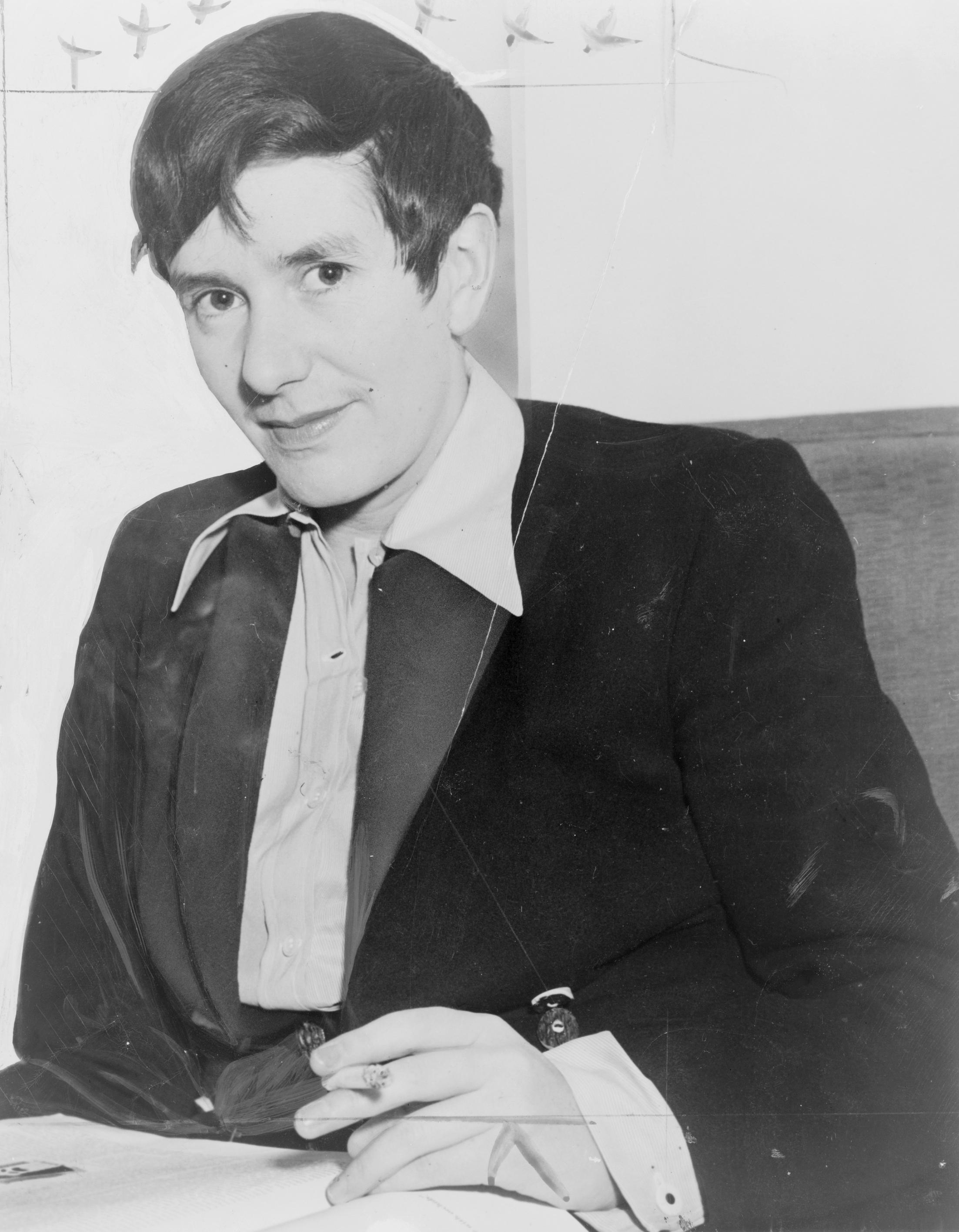
Erika Mann, um 1938

Ein Jahr vor dem Zweiten Weltkrieg emigrierte Klaus Mann im September 1938 – wie seine Eltern – in die USA. Schwester Erika Mann war schon seit 1937 dort im Exil. Es kam zu Inzestgerüchten über die Geschwister und Denunziationen seiner homosexuellen Beziehungen. Ab 1940 wurden Klaus und Erika Manns telefonische und postalische Kontakte von Beamten des FBI überwacht, da beide unter dem Verdacht standen, Anhänger des Kommunismus zu sein. Erst 1948 wurde bekannt, dass das FBI über sie Akten führte.
Klaus Mann war häufig zu Gast im Elternhaus in Princeton, oft wohnte er wie Erika und andere Exilierte im „Hotel Bedford“ in Manhattan, New York. Bis zum Jahr 1941 unternahm er wie Erika hauptsächlich Vortragsreisen als „lecturer“ in verschiedenen amerikanischen Städten, um auf die Geschehnisse im nationalsozialistischen Deutschland aufmerksam zu machen. 1939 erschien Escape to Life. Deutsche Kultur im Exil über Persönlichkeiten der deutschen Kultur- und Intellektuellenszene im Exil wie beispielsweise Albert Einstein, dessen Foto auf dem Rockefeller Center das Frontispiz bildete. Der Titel wurde ein großer publizistischer Erfolg. Er ist ebenso wie das im Jahr 1940 erschienene Werk The Other Germany aus einer Zusammenarbeit mit Erika Mann entstanden. Das erste Manuskript, das er komplett auf Englisch schrieb und im August 1940 abschloss, war Distinguished Visitors; bekannte europäische Persönlichkeiten wie Chateaubriand, Sarah Bernhardt, Antonín Dvořák, Eleonora Duse und Georges Clemenceau porträtierte er und berichtete über deren Erfahrungen mit dem Kontinent Amerika. Das Werk fand zu Lebzeiten keinen Verleger und wurde erst im Jahr 1992 in einer deutschen Übersetzung veröffentlicht.

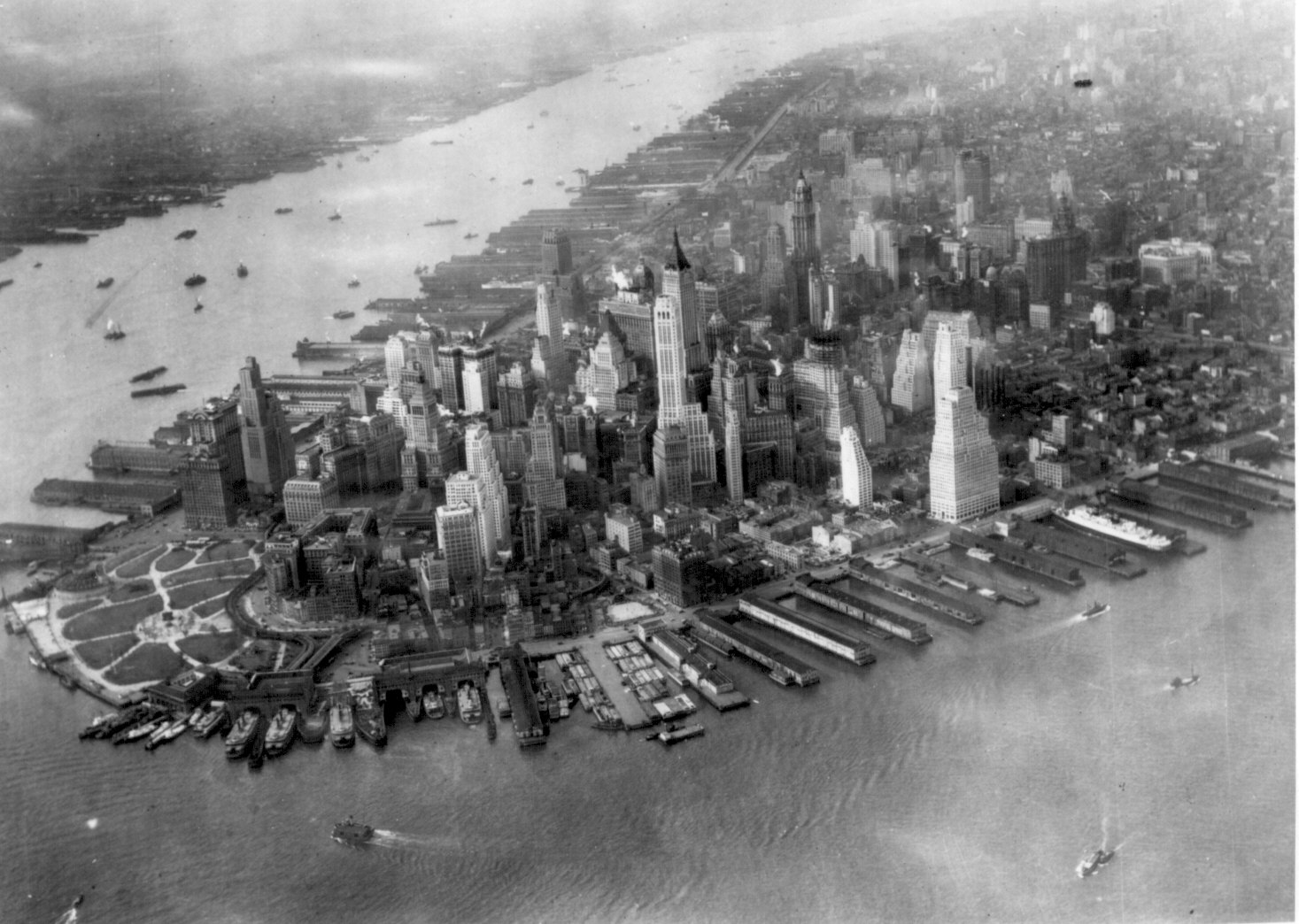
Der New Yorker Stadtteil Manhattan im Jahr 1931

Klaus Mann war von Januar 1941 bis Februar 1942 Herausgeber der antifaschistischen Zeitschrift Decision. A Review of Free Culture. Es gab jedoch für Decision erneut zu wenig Abonnenten, und die Zeitschrift musste trotz intensiver Bemühungen nach einem Jahr eingestellt werden. Er empfand den Misserfolg seines Projektes als bittere Niederlage. Im Sommer 1941 unternahm er erstmals einen Suizidversuch. Christopher Lazare, der Redakteur der Decision, konnte den Suizid aber verhindern.
Erika Mann arbeitete inzwischen recht erfolgreich bei der BBC und lebte mit dem Arzt und Schriftsteller Martin Gumpert zusammen. Klaus Mann hat Gumpert in seinem Roman aus dem Jahr 1939, Der Vulkan. Roman unter Emigranten, als Professor Abel ein Andenken gesetzt. 1942 erschien seine zweite Autobiografie The Turning Point (dt. Der Wendepunkt), die er auf Englisch schrieb und später für eine deutsche Ausgabe übersetzte. Das deutsche Manuskript hat Klaus Mann kurz vor seinem Tod im April 1949 noch abschließen können. Die Autobiografie Der Wendepunkt ist jedoch nach eigenen Angaben in der Nachbemerkung der deutschen Ausgabe nicht identisch mit der amerikanischen Ausgabe; Der Wendepunkt ist umfangreicher und endet mit einem Brief vom 28. September 1945, während The Turning Point mit einer Tagebuchnotiz aus dem Juni 1942 abschließt. Einige Details aus der amerikanischen Ausgabe sind im Wendepunkt nicht enthalten, die für den deutschen Leser nach Einschätzung des Autors entbehrlich waren.
Nach dem Erscheinen des Turning Point begann Klaus Mann mit einer Studie über André Gide, André Gide and the Crisis of Modern Thought (dt. André Gide und die Krise des modernen Denkens). Es folgte zusammen mit Hermann Kesten die Arbeit an Heart of Europe, einer Anthologie europäischer Literatur. Beide Titel wurden 1943 veröffentlicht.

### In der US Army
Ende 1941 trat Klaus Mann in die US-Armee ein, um damit seine persönliche Krise und Depressionen zu überwinden, Schulden abzubauen und noch aktiver gegen den Nationalsozialismus zu kämpfen. Die Einberufung nach seiner freiwilligen Meldung verzögerte sich jedoch wegen einer nicht ausgeheilten Syphilis und Ermittlungen des FBI gegen ihn bis zum 14. Dezember 1942. Mit Entsetzen lernte er den Rassismus in der Armee im Umgang mit ihren farbigen Soldaten kennen, denn sie wurden als „nigger“ bezeichnet und lebten in einem besonderen Distrikt des Lagers, „einer Art von schwarzem Ghetto.“ Er war im Frühjahr 1943 für etwa einen Monat im Camp Ritchie stationiert und wurde zum Staff Sergeant befördert; er traf dort unter anderem auf Hans Habe und seinen Freund Thomas Quinn Curtiss. Mann durfte dann nicht wie seine Kameraden mit dem Truppentransport im Mai 1943 zur Landung auf Sizilien (Operation Husky) auslaufen, weil ihm zu diesem Zeitpunkt die amerikanische Staatsbürgerschaft noch nicht zuerkannt worden war.
Die „naturalization“ erhielt er am 25. September 1943, somit war Klaus Mann Staatsbürger der USA und reiste am 24. Dezember 1943 mit einem Truppentransport der 5. US-Armee ab. Er war zunächst in Nordafrika stationiert, dann in Italien. Dort verfasste er unter anderem Propagandatexte für die alliierten Streitkräfte. Im August 1944 beantragte Mann die Entlassung aus der Armee, um als Zivilist von der Psychological Warfare Division, einer Untereinheit des Nachrichtendienstes OSS, in einem befreiten Nachkriegsdeutschland eingesetzt werden zu können. Das wurde jedoch abgelehnt mit der Begründung, die aktuelle Kriegslage gestatte keine Versetzung in den zivilen Stand. Als deutschsprachiger Soldat der US-Armee gehörte es zu seinen Aufgaben, deutsche Kriegsgefangene zu verhören, zu denen sowohl hartgesottene SS-Offiziere gehörten als auch skrupellose, opportunistische oder verängstigte junge Männer in Wehrmachtsuniform; viele von ihnen hielten noch am militärischen Tugendkatalog fest. Anschließend wertete er die Gesprächsprotokolle aus, um die richtigen Argumente für seine Aufklärungsarbeit zu finden. Ermutigend war es für Klaus Mann, wenn er auf einen Gefangenen traf wie den Münchner Schauspieler Hans Reiser, den er für einen „Anti-Nazi“ hielt und mit dem er nach dem Krieg einen herzlichen Briefwechsel führte. Ab 1945 erschienen wöchentlich Artikel von ihm in der römischen Ausgabe der amerikanischen Armeezeitung The Stars and Stripes.

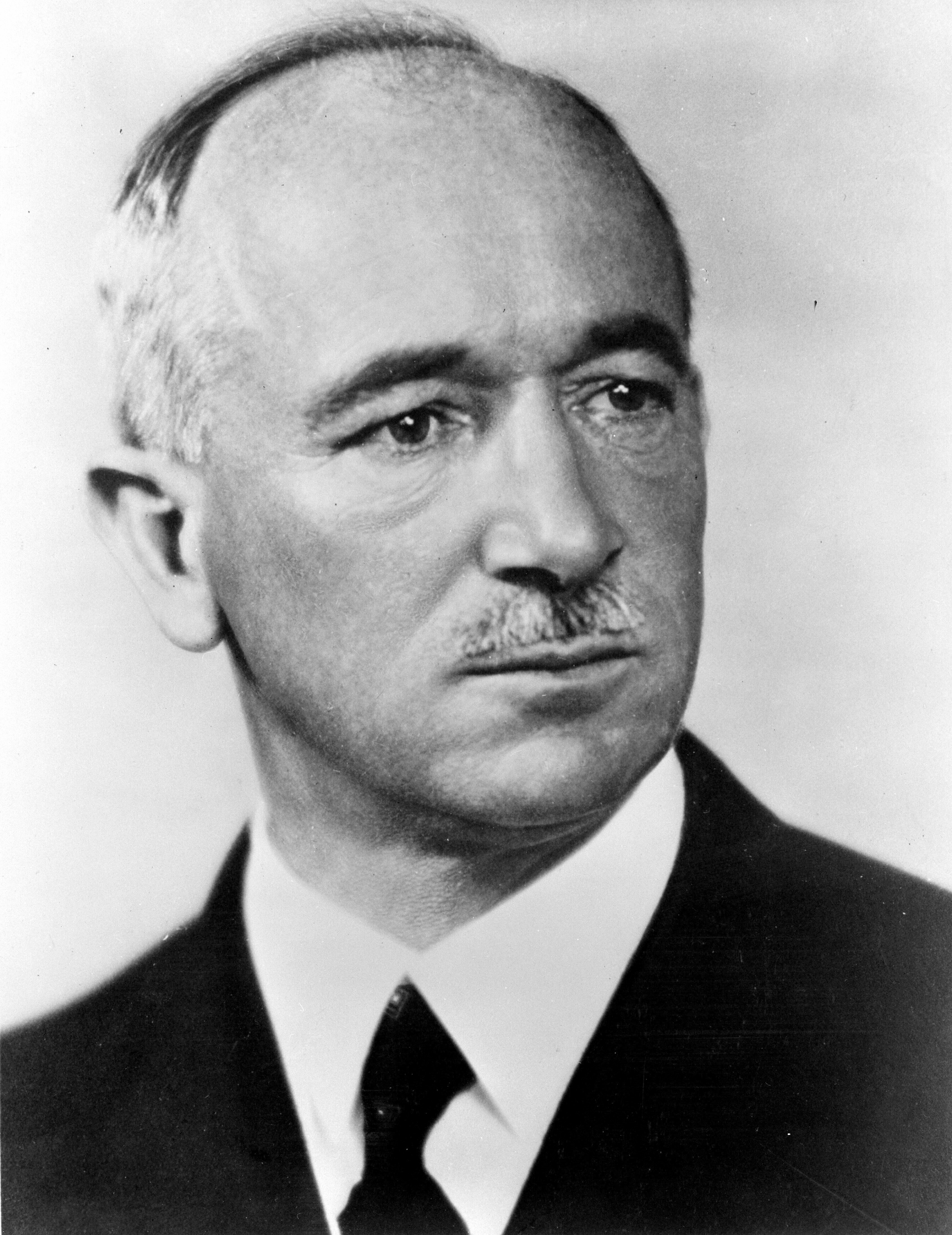
Edvard Beneš, um 1942

Klaus Mann wurde nach Kriegsende Sonderberichterstatter der Armeezeitung The Stars and Stripes in Deutschland. In dieser Eigenschaft besuchte er Anfang Mai 1945 München, wo er das zerbombte Elternhaus besichtigte und erfuhr, dass die SS in der Villa ein Heim des Lebensborns eingerichtet hatte. In Augsburg interviewte er zusammen mit anderen Journalisten den seinen Prozess erwartenden Hermann Göring. Er besuchte und befragte die nicht emigrierten Komponisten Franz Lehár in Bad Ischl und Richard Strauss in Garmisch, den Philosophen Karl Jaspers sowie den ihm noch aus der Vorkriegszeit bekannten Schauspieler Emil Jannings am Wolfgangsee und führte in Bayreuth ein Interview mit Winifred Wagner. In Prag interviewte er den tschechoslowakischen Staatspräsidenten Edvard Beneš, den er ebenfalls noch aus früherer Zeit kannte; Beneš hatte ihn, seine Eltern und Geschwister (mit Ausnahme der durch Heirat zur britischen Staatsbürgerin gewordenen Erika) sowie Heinrich Mann nach deren Ausbürgerung zu Bürgern der Tschechoslowakei gemacht.
Am 28. September 1945 wurde Mann in Ehren aus der Armee entlassen. Es folgten wechselnde Aufenthalte in Rom, Amsterdam, New York und Kalifornien. Im Herbst 1945 war sein erstes Projekt nach dem Krieg als freier Schriftsteller die Mitarbeit am Drehbuch von Roberto Rossellinis neorealistischem Film Paisà. Die von ihm geschriebene Episode The Chaplain wurde jedoch stark verändert umgesetzt und im Vorspann des Films sein Name nicht genannt.
1945/46 entstand das Drama Der siebente Engel, ein Stück, das Geisterglauben und Spiritismus kritisierte, das jedoch nie aufgeführt wurde.

### Nachkriegszeit und Tod
In Deutschland konnte Klaus Mann nicht mehr heimisch werden; er erkannte früh die dort herrschende Atmosphäre der Verdrängung. In einem englischsprachigen Vortrag im Jahr 1947 formulierte er resigniert:

“Yes, I felt a stranger in my former fatherland. There was an abyss which separated me of those who used to be my countrymen. Wherever I went in Germany, the […] nostalgic Leitmotiv followed me: ‘You can’t go home again!’”

„Ja, ich fühlte mich wie ein Fremder in meinem Vaterland. Ein Abgrund trennte mich von meinen früheren Landsleuten. Wo auch immer ich in Deutschland war, begleitete mich das […] nostalgische Leitmotiv: ‚Es gibt keine Rückkehr!‘“

Ab 24. Mai 1948 lebte Klaus Mann für kurze Zeit in Pacific Palisades, Kalifornien, im Haus des Vaters. Er verließ das Elternhaus und unternahm am 11. Juli in Santa Monica einen Suizidversuch, von dem die Öffentlichkeit erfuhr. Im August verschaffte ihm sein Freund Fritz Landshoff eine Anstellung als Lektor in dem 1948 fusionierten Bermann-Fischer/Querido Verlag in Amsterdam, wo er jedoch nur wenige Monate blieb. Zunehmend hatte er Schreibschwierigkeiten. Wie er seinem Freund Herbert Schlüter mitteilte, falle ihm das Schreiben „schwerer als in den flotten Kindertagen. Damals hatte ich ‚eine‘ Sprache, in der ich mich recht flink auszudrücken vermochte; jetzt stocke ich in zwei Zungen. Im Englischen werde ich wohl nie ‚ganz‘ so zuhause sein, wie ich es im Deutschen ‚war‘ – aber wohl nicht mehr ‚bin‘ […]“.

„Das Deutsche ist meine Sprache – meine ‚Muttersprache‘, wie man wohl sagt. Das Vaterland kann man verlieren, aber die Muttersprache ist der unverlierbare Besitz, die Heimat der Heimatlosen. Sogar wenn uns der Vater verstößt, die Mutter wird uns stets die Treue halten. Ihr Segen ist mit uns, auch in der Fremde. Wenn man Glück hat, findet man ein zweites Vaterland. Aber findet man auch eine zweite Sprache? Läßt die Muttersprache sich je vergessen? Oder können wir zwei Sprachen haben – zwei Mütter?“

Er befürchtete, als Autor nicht mehr gefragt zu sein. So entmutigte ihn die Absage von Georg Jacobi, Geschäftsführer des Langenscheidt Verlags, eine bereits vertraglich vereinbarte Neuausgabe des Mephisto zu veröffentlichen, mit der Begründung: „denn Herr Gründgens spielt hier eine bereits sehr bedeutende Rolle.“
Sein Tagebuch des Jahres 1949 begann er mit den Worten: „I am not going to continue these notes. I do not wish to survive this year“ – „Ich werde diese Notizen nicht weiterführen. Ich wünsche nicht, dieses Jahr zu überleben.“ Eine weitere schwere Enttäuschung erlitt er im Frühjahr, denn zur Veröffentlichung der gerade fertiggestellten überarbeiteten und erweiterten Fassung des Wendepunkts in deutscher Sprache erhielt er vom Querido Verlag, der nach der Fusion unter Gottfried Bermann Fischers Leitung stand, nur ausweichende Briefe. Tatsächlich erschien Der Wendepunkt postum erst auf Drängen von Thomas Mann im Jahr 1952 in Deutschland.
Anfang April zog er in die Pension „Pavillon Madrid“ (Avenue du Parc de Madrid) in Cannes, um an seinem letzten, unvollendeten Roman The Last Day zu arbeiten, der das Thema Suizid als Reaktion auf eine unvollkommene Welt behandelt. Vom 5. bis zum 15. Mai verbrachte er einige Tage zu einer Entgiftungskur in einer Klinik in Nizza. Am 21. Mai 1949 starb er nach einer Überdosis Schlaftabletten in Cannes. Tags zuvor hatte er noch Briefe an Hermann Kesten und an seine Mutter und Schwester geschrieben, in denen er von Schreibschwierigkeiten, Geldproblemen und deprimierendem Regenwetter berichtete. Gleichzeitig erwähnte er geplante Aktivitäten für den Sommer. Ein Zusammenspiel von verschiedenen Umständen und Ursachen wie dem latent vorhandenen Todeswunsch, politischen und persönlichen Enttäuschungen und aktuellen äußeren Verhältnissen trieb Klaus Mann in den Freitod.

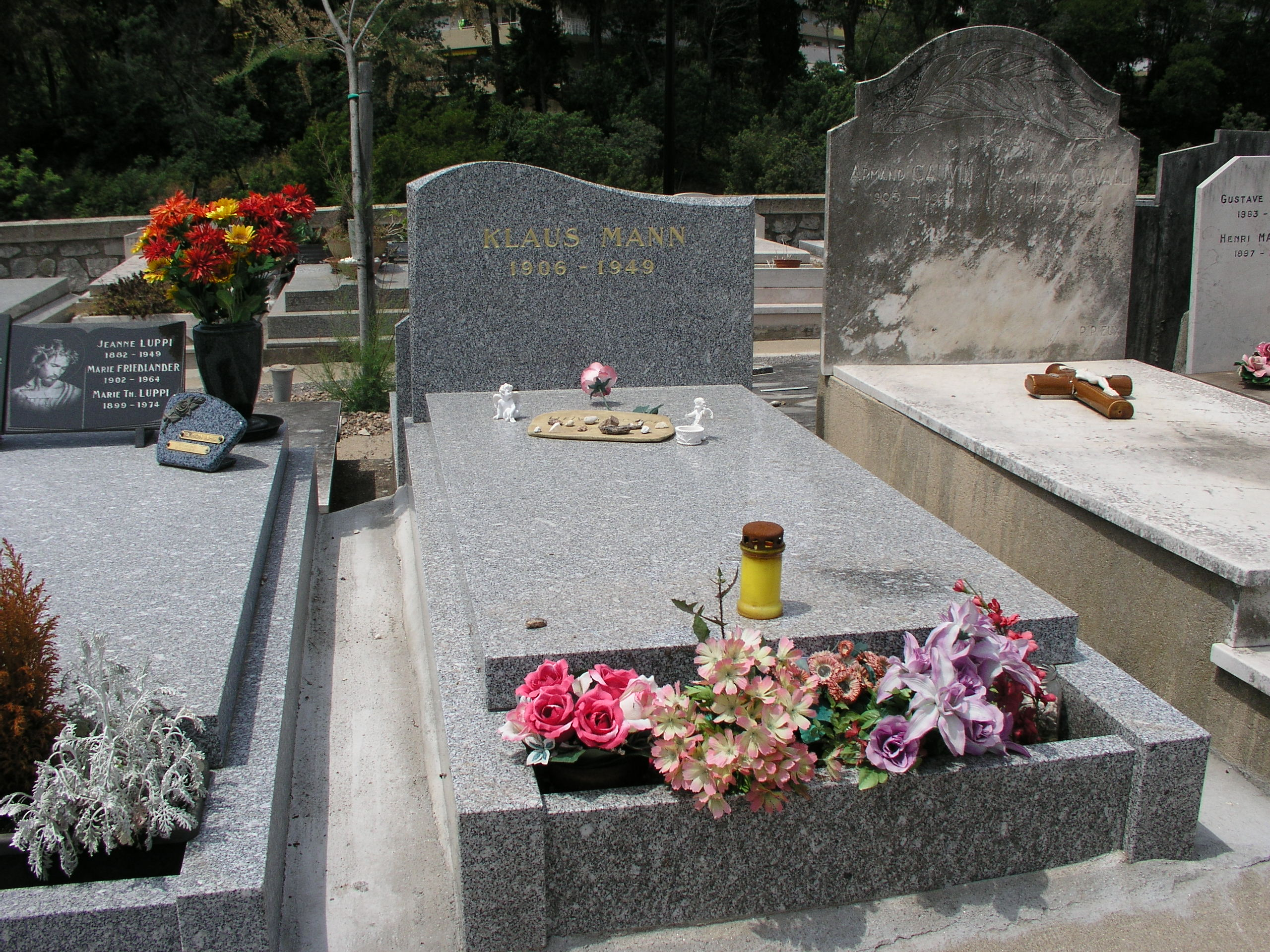
Das Grab von Klaus Mann. Es wurde mehrfach umgestaltet. Die Tafel, die seine Schwester anbringen ließ, ist verloren gegangen.

Klaus Mann wurde in Cannes auf dem Cimetière du Grand Jas beigesetzt. Als einziger aus der Familie nahm sein Bruder Michael an der Beerdigung teil. Er spielte am Grab auf seiner Bratsche ein Largo von Benedetto Marcello. Seine Eltern und Erika befanden sich auf einer europäischen Vortragsreise in Stockholm, als die Todesnachricht sie erreichte. Sie beschlossen gemeinsam, die Reise nicht abzubrechen, aber gesellschaftlichen Anlässen fernzubleiben. In seinen Grabstein ließ Erika Mann – in englischer Sprache – ein Zitat aus dem Lukas-Evangelium meißeln: „For Whosoever Will Save His Life Shall Lose It. But Whosoever Will Lose His Life […] The Same Shall Find It.“ – „Denn wer sein Leben erhalten will, der wird es verlieren; wer aber sein Leben verliert […], der wird’s erhalten..“ Diese Worte hatte Klaus Mann als Motto seines letzten und nur als Fragment vorhandenen Romans The Last Day gewählt. Ein Jahr später erschien, von Erika Mann herausgegeben, das Buch Klaus Mann zum Gedächtnis mit einem Vorwort des Vaters und Beiträgen von Freunden, unter ihnen Max Brod, Lion Feuchtwanger und Hermann Kesten.

## Werk
Klaus Manns Biograf und Chronist Uwe Naumann bemerkt im Vorwort seines Bild- und Dokumentarbandes Ruhe gibt es nicht, bis zum Schluß zu Klaus Manns gegensätzlichen Facetten: „In mancher Hinsicht war er seiner Zeit voraus, indem er Konventionen brach und Regeln verletzte. […] So modern und aktuell er auf der einen Seite wirkt – so stark war er doch auch vielen Traditionen verhaftet. In mancher Hinsicht war und blieb Klaus Mann ein Abkömmling des 19. Jahrhunderts. […] Die stilistischen Mittel zum Beispiel, deren sich Klaus Mann in seinen literarischen Werken bediente, waren oft erstaunlich konventionell; und das wortreiche Pathos, das sich in vielen seiner Schriften findet, ist uns Nachgeborenen mittlerweile eher fremd. Es war nicht seine Sache, lakonisch zu formulieren; und es wäre ihm wohl nicht einmal in den Sinn gekommen, darin etwas Unzeitgemäßes zu sehen“. Naumann weist darauf hin, dass die gedruckten Schriften Klaus Manns über 9000 Druckseiten umfassen.

### Die Theaterstücke
Bereits die Theateraufführungen des „Laienbundes deutscher Mimiker“ ab 1919 zeugen von Klaus Manns Theaterbegeisterung und seiner Freude an der Selbstdarstellung vor dem Publikum. Theater faszinierte ihn, da er einen engen Zusammenhang sah zwischen Exhibitionismus und der künstlerischen Begabung, „die tiefe Lust jedes artistischen Menschen am Skandal, an der Selbstenthüllung; die Manie zu beichten,“ wie er in Kind dieser Zeit schrieb. Insgesamt hat Klaus Mann sechs Theaterstücke geschrieben, die allerdings selten oder nie aufgeführt wurden. Sein Roman Mephisto, der ein Theaterthema kritisch betrachtet, wurde jedoch sehr bekannt.
Zu Manns ersten veröffentlichten literarischen Arbeiten zählen die Stücke Anja und Esther (1925) sowie Revue zu Vieren (1926); beide Stücke zeigen Pubertätsprobleme auf und die verzweifelte Suche nach Orientierung. Die Aufführungen erregten großes öffentliches Aufsehen und führten zu Skandalen, da die Darstellung homosexueller und anderer ungewöhnlicher Liebesbeziehungen die konservative Öffentlichkeit provozierte. Den schlechten Kritiken zum Trotz war Klaus Mann der Presserummel „als Reklame willkommen“. Sowohl Anja und Esther als auch Revue zu Vieren weisen eine pathetische Ausdrucksweise und eine nicht ausgereifte Dramaturgie auf. Anja und Esther wurde noch als Kuriosität belächelt, während Revue zu Vieren scharf kritisiert wurde.
Gegenüber von China, sein drittes Theaterstück, das 1930 in Bochum Premiere hatte, spielt in einem amerikanischen College und verarbeitete Reiseeindrücke aus Rundherum. Das vierte Stück, Geschwister, ist eine Dramatisierung nach Motiven des Romans Les Enfants terribles von Cocteau. Geschwister, das ein Inzestthema zum Inhalt hat, erwies sich als gelungene Adaption des Cocteau-Romans; jedoch geriet auch diese Aufführung zum Skandal. Tenor der Kritik: Das Stück sei „eine privatim sicherlich echt empfundene Arbeit“, aber es stelle einen „extravaganten Einzelfall“ dar, nicht ein gesellschaftliches Symptom. Das Bühnenmanuskript von Athen, geschrieben unter dem Pseudonym Vincenz Hofer, lag Ende 1932 als Bühnenmanuskript vor, wurde aber kurz vor der Machtergreifung nicht mehr aufgeführt. Zehn Jahre später konzipierte Mann sein letztes Theaterstück unter dem Titel The Dead Don’t Care; er überarbeitete es im Jahr 1946 und gab ihm den Titel Der siebente Engel. Es wurde ebenfalls nie aufgeführt, wurde aber anlässlich Manns 100. Geburtstag Anfang 2007 in einer Urlesung in Hamburg vorgetragen.

### Romane, Autobiografien, Erzählungen
Klaus Mann verfasste sieben Romane und zwei Autobiografien. Von Hermann Kesten stammt die treffende Bemerkung, Klaus Mann habe in seinen Romanen oft mehr von sich enthüllt als in seinen Autobiografien. In der Tat sind die Autobiografien Kind dieser Zeit und Der Wendepunkt […] in erster Linie als literarische Texte zu lesen. […] Das Schlusskapitel des Wendepunkts zum Beispiel […] enthält keineswegs echte Briefschaften, sondern fiktive Korrespondenz: literarisch überformte Texte, die erst Jahre nach den angegebenen Briefdaten entstanden sind.
Die erste Buchpublikation, die 1925 erschien, war der Titel Vor dem Leben, ein Band mit Erzählungen. Im selben Jahr folgte Der fromme Tanz, erschienen im Hamburger Enoch Verlag, einer der ersten Romane mit autobiographisch geprägten homosexuellen Verweisen. Nach dem gemeinsam mit Erika Mann verfassten Reisebuch Rundherum im Jahr 1929 wurde im selben Jahr Alexander. Roman der Utopie veröffentlicht, beide erschienen erstmals im S. Fischer Verlag, dem Verlag seines Vaters Thomas Mann. 1932 erschien Treffpunkt im Unendlichen, ein Roman, in dem er erstmals die Technik des Bewusstseinsstroms anwendet, inspiriert von James Joyce und Virginia Woolf. Der erste im Exil bei Querido, Amsterdam, veröffentlichte Roman war 1934 Flucht in den Norden, gefolgt von dem Tschaikowsky-Roman Symphonie Pathétique (1935). Sein bekanntester Roman Mephisto. Roman einer Karriere folgte ein Jahr später. Zugleich mit Escape to Life wurde 1939 sein letzter Roman veröffentlicht, der Emigrantenroman Der Vulkan. Die Erzählungen wie Vor dem Leben sind heute in dem Sammelband Maskenscherz. Die frühen Erzählungen enthalten, die späten, in denen beispielsweise Vergittertes Fenster aufgenommen wurde, finden sich in Speed. Die Erzählungen aus dem Exil.

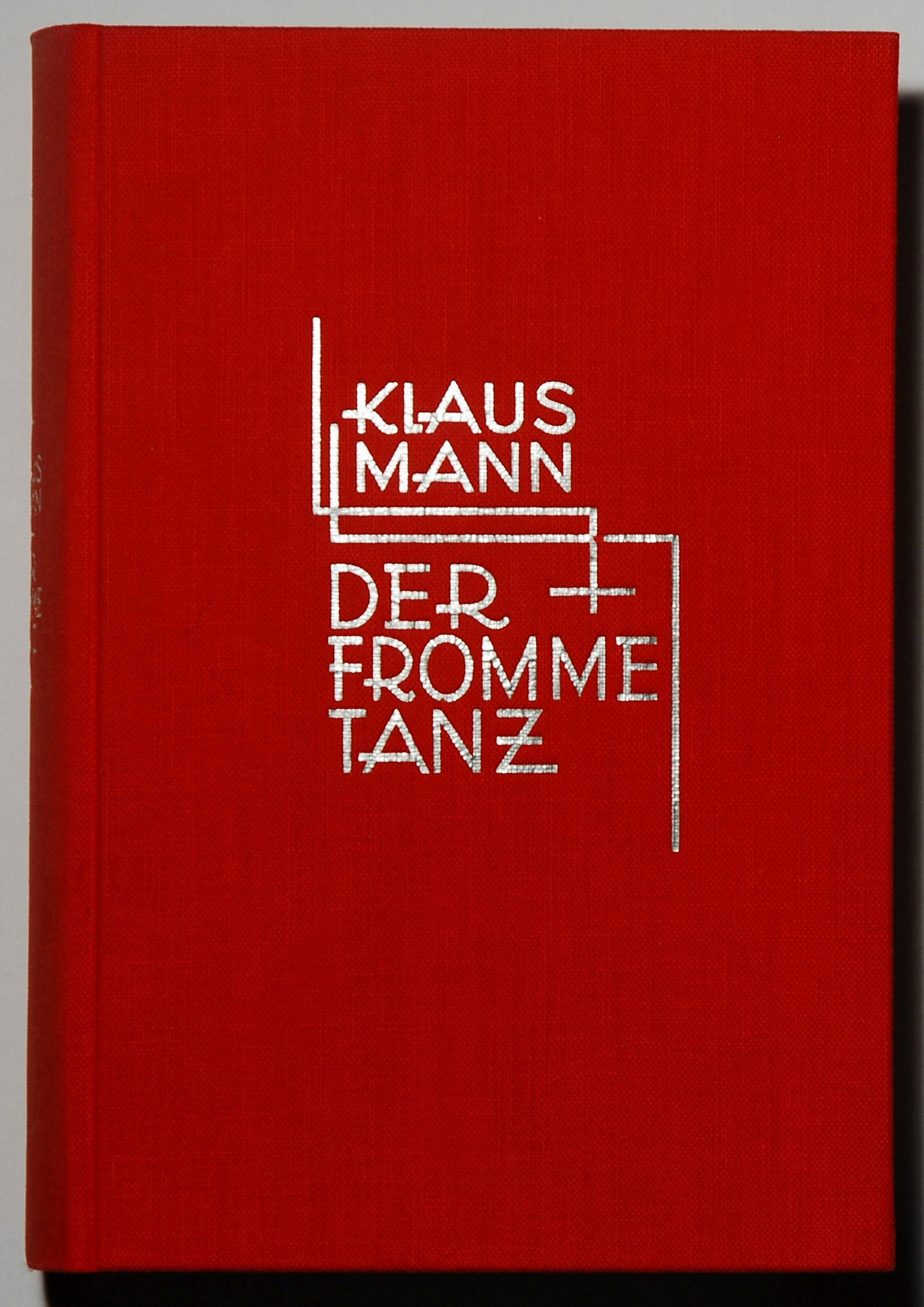
Verlagseinband der Erstausgabe im Enoch Verlag, Hamburg 1926
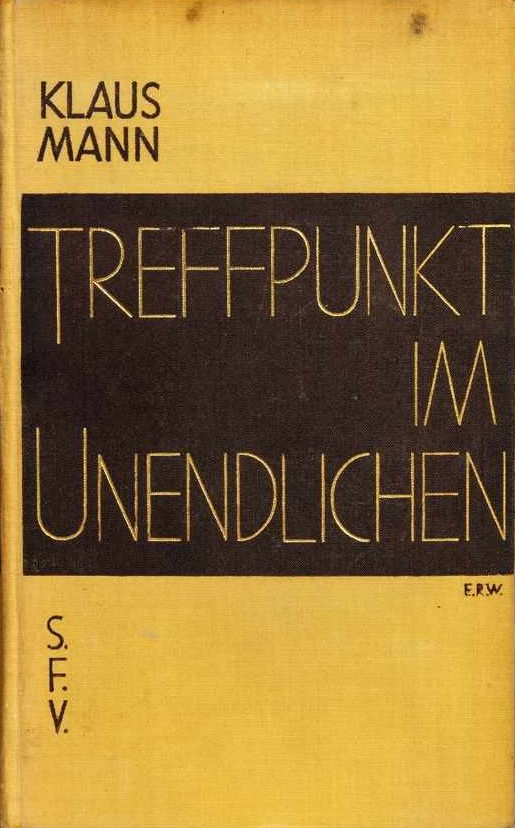
Verlagseinband der Erstausgabe im S. Fischer Verlag, Berlin 1932
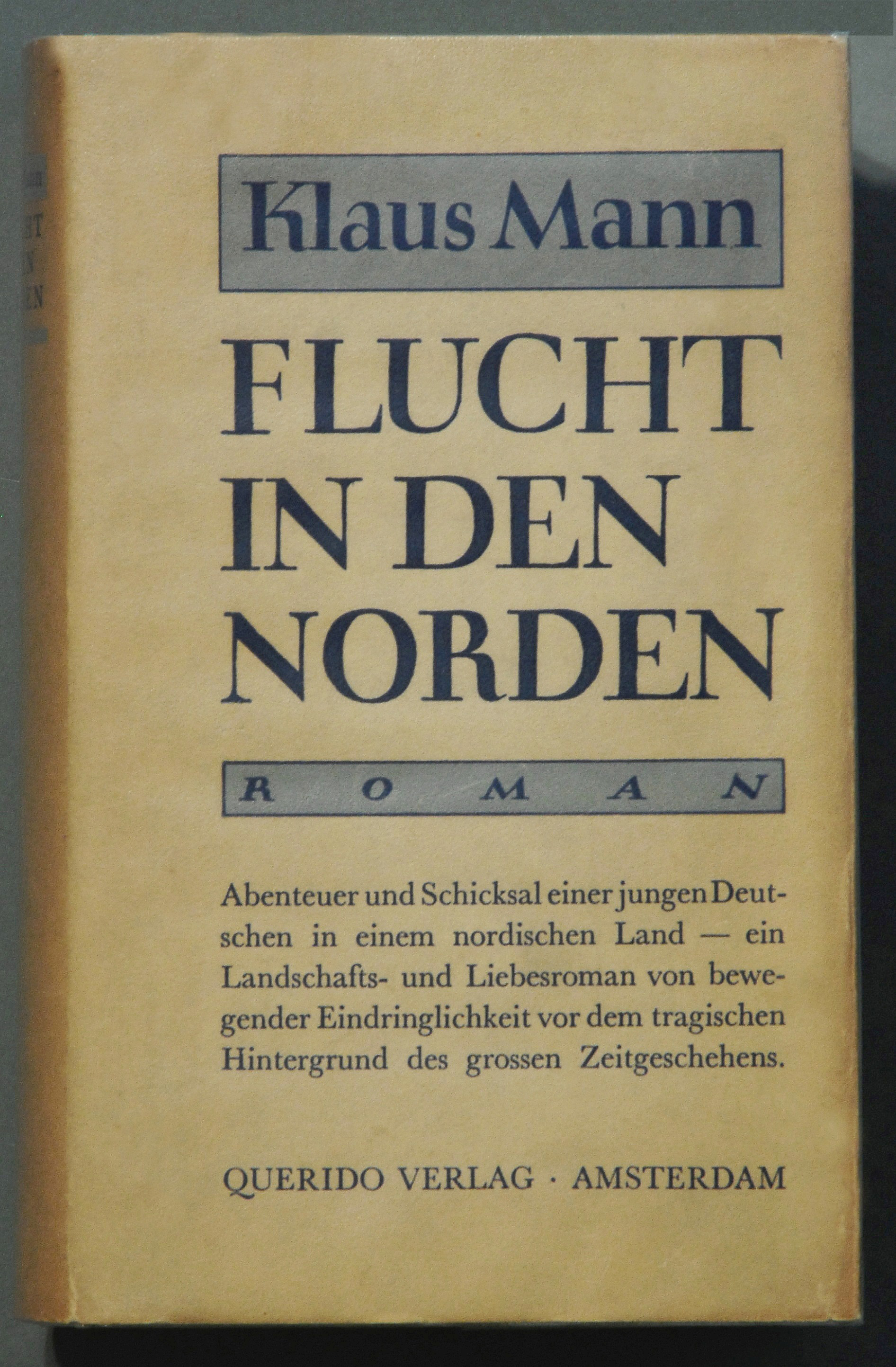
Verlagseinband der Erstausgabe im Querido Verlag, Amsterdam 1934
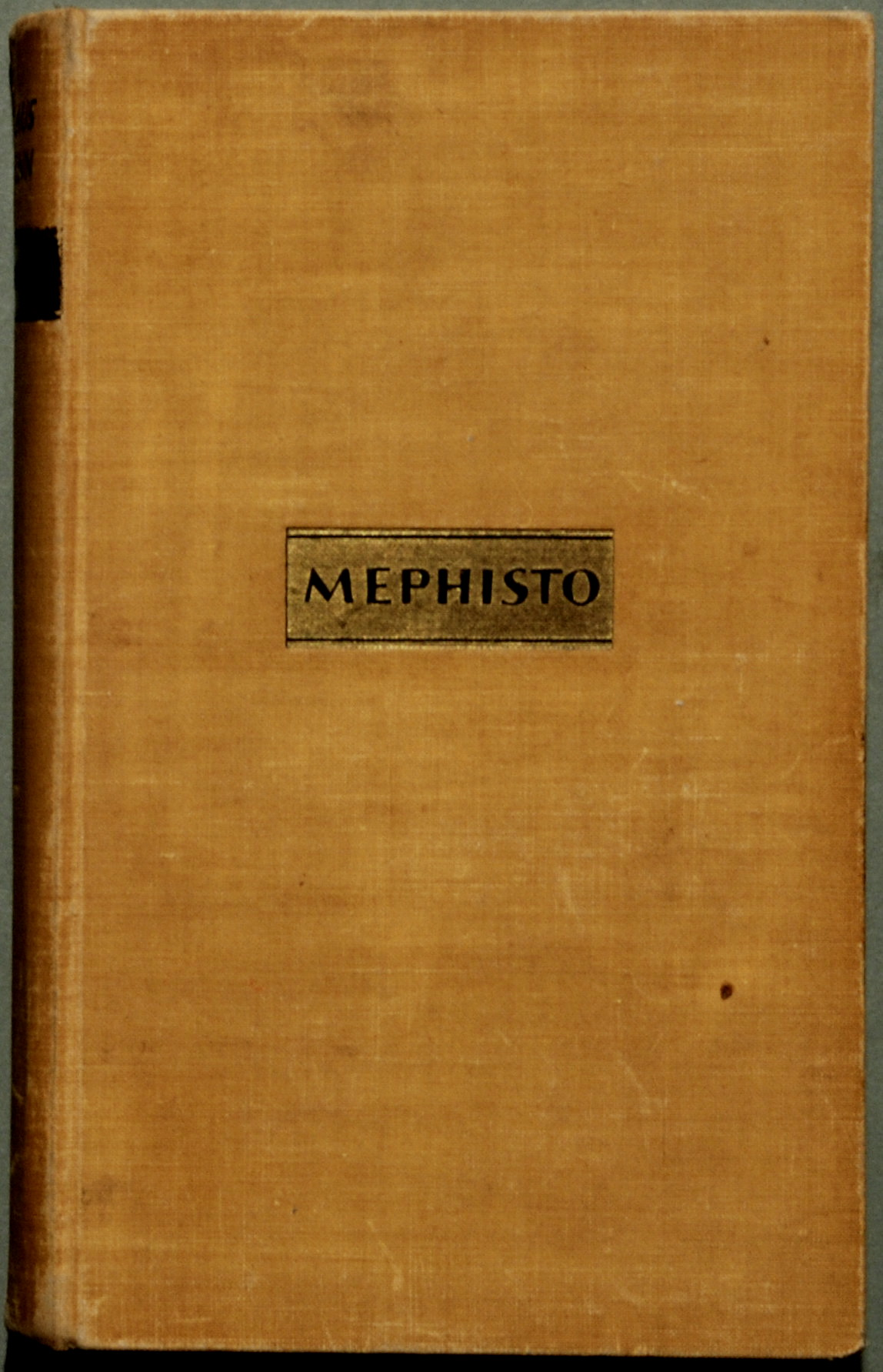
Verlagseinband der Erstausgabe von Mephisto im Querido Verlag, Amsterdam 1936
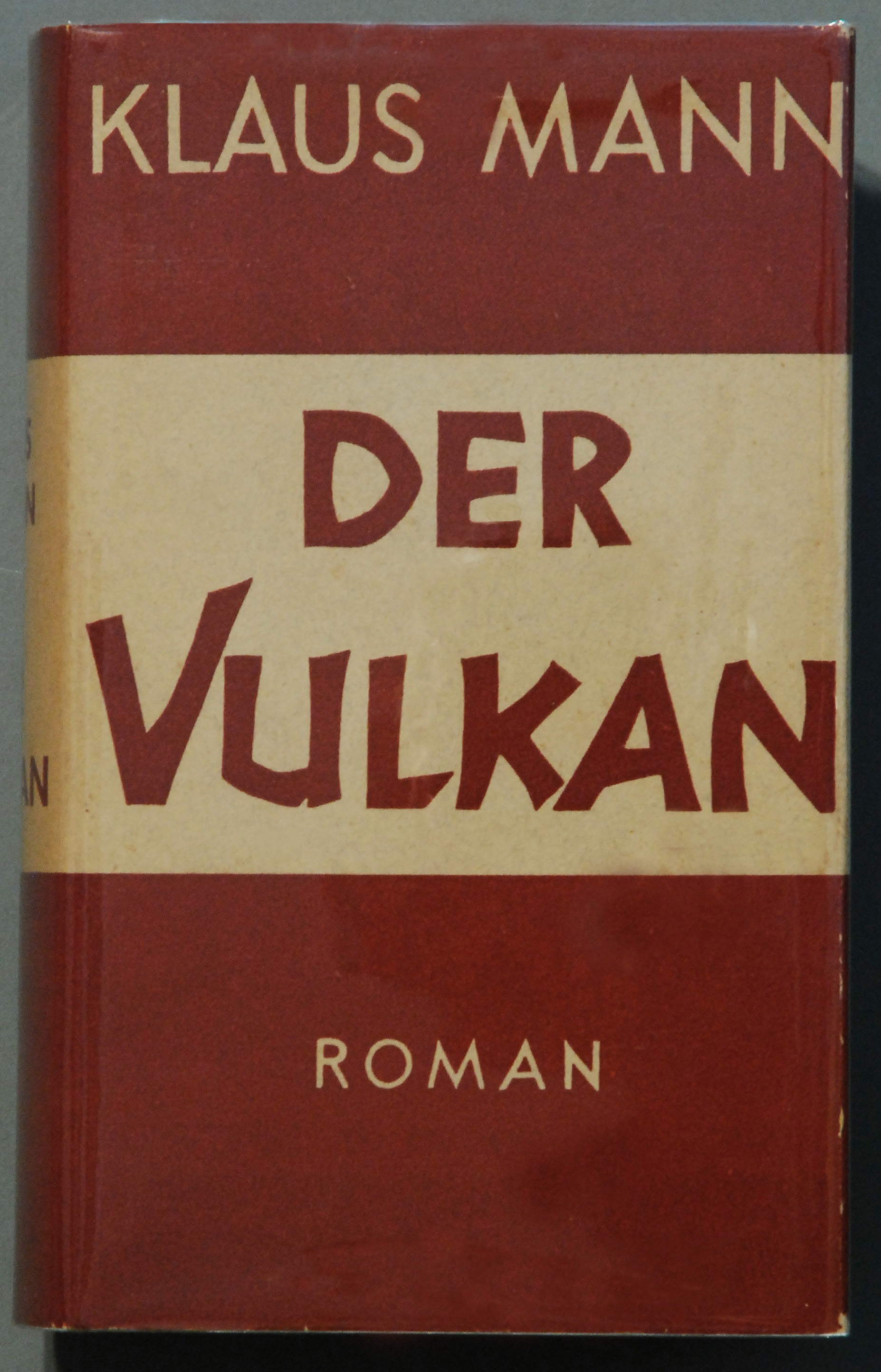
Verlagseinband der Erstausgabe im Querido Verlag, Amsterdam 1939

### Essays
Die Essays aus den literarischen Zeitschriften Die Sammlung und Decision sowie Reden und Kritiken als auch bisher unveröffentlichte Texte wurden ab 1992 in den Sammelbänden Die neuen Eltern, Zahnärzte und Künstler, Das Wunder von Madrid, Zweimal Deutschland und Auf verlorenem Posten zusammengefasst. Die Themen reichen weit gefasst von literarischen Porträts, antifaschistischen Texten bis hin zu politischen und ästhetischen Auseinandersetzungen.
Sein letzter Essay Europe’s Search for a New Credo erschien wenige Wochen nach seinem Tod Mitte Juni in der New Yorker Zeitschrift „Tomorrow“, einen Monat später in Erika Manns Übersetzung unter dem Titel Die Heimsuchung des europäischen Geistes in der Zürcher „Neuen Rundschau“. Er konstatierte dort die „Dauerkrise des Jahrhunderts“, die die Zivilisation in ihren Grundfesten erschüttere und rief die Intellektuellen und Künstler zum gemeinsamen Freitod auf:

„Hunderte, ja Tausende von Intellektuellen sollten tun, was Virginia Woolf, Ernst Toller, Stefan Zweig, Jan Masaryk getan haben. Eine Selbstmordwelle, der die hervorragendsten, gefeiertsten Geister zum Opfer fielen, würde die Völker aufschrecken aus ihrer Lethargie, so daß sie den tödlichen Ernst der Heimsuchung begriffen, die der Mensch über sich gebracht hat durch seine Dummheit und Selbstsucht[.]“

### Tagebücher, Briefe
Die Existenz seiner Tagebücher wurde erst im Jahr 1989 bekannt. Seit 1991 liegt die von Eberhard Spangenberg erstmals in Auszügen veröffentlichte und vom Rowohlt Verlag übernommene sechsbändige Ausgabe geschlossen vor. Sie bietet nicht nur aufschlussreiche Informationen über Klaus Mann, sondern legt auch Zeugnis ab über die Literatur- und Zeitgeschichte bis zur Mitte des 20. Jahrhunderts. In den Tagebüchern – anders als in seinen Autobiografien – notierte Klaus Mann die Eindrücke von Menschen, Büchern und Ereignissen offen und schonungslos, sie stellen daher einen großen dokumentarischen Wert dar. Sie geben auch unverstellt Auskunft über sein Liebesleben, die Drogensucht, den kaum zu beherrschenden Todeswunsch, seine Hoffnungen, Träume und Alpträume und die schwierige Beziehung zum Vater.
In der Veröffentlichung von Klaus Mann – Briefe und Antworten 1922–1949 dokumentieren 362 Briefe von Klaus Mann und 99 Antworten in der Korrespondenz mit der Familie und Freunden Klaus Mann im Kontext seiner Zeit und Persönlichkeit; ein Beispiel ist der Briefwechsel mit anderen Schriftstellern wie Lion Feuchtwanger, Hermann Hesse und Stefan Zweig. Das Herzstück des Briefwechsels ist jedoch die Korrespondenz mit dem Vater, Thomas Mann.

## Rezeption
„Du weißt doch, Papa, Genies haben niemals geniale Söhne, also bist du kein Genie.“

### Wirkung zu Lebzeiten
Als die Freundschaft zu Klaus Mann noch bestand, schrieb Gustaf Gründgens um 1925 in Der Freihafen: „Die jüngere Generation hat in Klaus Mann ihren Dichter gefunden. Dies sei vor allem festgestellt. […] Lieben muß man vor allem den Dichter dieser Menschen, der seine Gestalten so beseelt und leidvoll durch das erregende Stück [Anja und Esther] sendet und sie nicht – wie die meisten Propheten heute – mitten im Schlamassel sitzen läßt, sondern mit hilfreicher Hand zur Klarheit führt. Und das ist das Wesentliche an Klaus Mann: Er ist nicht nur ein Schilderer der neuen Jugend, er ist vielleicht berufen, ihr Wegweiser zu werden.“
Literarische Zeitgenossen in Deutschland sparten nicht mit Kritik an Klaus Manns frühen Werken, in denen er sich als Sprecher der Jugend darstellen wollte: „Ein Drama von Bronnen, ein Roman von Klaus Mann – das gleicht einander wie ein geplatztes Kloakenrohr dem anderen“, stichelte Die Schöne Literatur. Axel Eggebrecht bezeichnete ihn als Führer einer „Gruppe von impotenten, aber arroganten Knaben“ und gab den Rat, „uns […] fünf Jahre lang in Ruhe zu lassen.“ Bertolt Brecht nannte „Kläuschen“ Mann ein „stilles Kind, das wieder im Mastdarm des seligen Opapa spielt“, und Kurt Tucholsky äußerte: „Klaus Mann hat sich bei der Verfassung seiner hundertsten Reklamenotiz den Arm verstaucht und ist daher für die nächsten Wochen am Reden verhindert.“ Bisher wenig in Selbstkritik geübt, nahm Mann sich einige Vorwürfe zu Herzen und lernte in den nächsten Jahren, konsequenter und theoretisch fundierter zu formulieren.
Klaus Manns erste Autobiografie aus dem Frühjahr 1932, Kind dieser Zeit – der Autor war gerade 25 Jahre alt –, schildert die Zeit von 1906 bis 1926. In diesem Werk wird ein Schritt zur Wandlung des Autors vom jungen Dandy zum gesellschaftskritischen Schriftsteller vollzogen. Der ebenfalls 1932 erschienene Roman Treffpunkt im Unendlichen war von diesem neuen Ansatz geprägt. Der Einfluss moderner Romane wie die von James Joyce, André Gide und Virginia Woolf beeinflussten Mann, diesen Roman mit verschiedenen parallel verlaufenden Handlungssträngen anzulegen. Er ist damit einer der ersten modernen Bildungs- und Entwicklungsromane im deutschsprachigen Raum neben Alfred Döblins Berlin Alexanderplatz (1929) und Hans Henny Jahnns Perrudja (1929).
Der Schriftsteller Oskar Maria Graf traf Klaus Mann 1934 auf dem 1. Allunionskongress in Moskau und beschrieb ihn in seinem Werk Reise in die Sowjetunion 1934: „Sauber, wie aus dem Ei gepellt, lässig, elegant gekleidet, schlank und rank sozusagen, mit einem gescheiten, rassigen Gesicht, mit nervösen Bewegungen und einer auffallend schnellen Aussprache. Alles an ihm schien ein bißchen manieriert, aber es wurde abgedämpft durch einen klug witternden Geschmack. Der ganze Mensch hatte etwas Ruheloses, überhitzt Intellektuelles und vor allem etwas merkwürdig Unjugendliches.“ Zu den Werken Manns äußerte er sich eher kritisch: „Was ich bisher von ihm gelesen hatte, verriet die unverarbeitete Stiltradition, die er vom Vater und teilweise von Heinrich Mann übernommen hatte, alles war noch wenig eigen, zwar untadelhaft, aber kernlos. Nur in dem leichthingeschriebenen Reisebuch Rundherum fand ich bis jetzt eine angedeutete Selbstständigkeit“.
Zur Veröffentlichung von Manns Roman Der Vulkan. Roman unter Emigranten im Jahr 1939, den der Autor für sein bestes Buch hielt, schrieb Stefan Zweig, der ebenfalls im Exil lebte: „Lieber Klaus Mann, ich habe noch ein persönliches Gefühl bei diesem Buch – als ob Sie sich dabei und dadurch selbst immunisiert und gerettet hätten. Lese ich richtig, so haben Sie es gegen ein früheres Selbst, gegen innere Unsicherheiten, Verzweiflungen, Gefährdungen geschrieben: So erklärt sich mir seine Gewalt. Es ist eben kein beobachtetes Buch, […] sondern ein erlittenes. Man spürt das.“
Klaus Mann war einer der wenigen deutschen Emigranten, die im Exil größere Werke in englischer Sprache schrieben. Seine ersten englischen Erzählungen wurden noch von seinem Freund Christopher Isherwood sprachlich und stilistisch überarbeitet. Nach dem zu Lebzeiten nicht veröffentlichten Werk Distinguished Visitors verfasste er seine zweite Autobiografie The Turning Point komplett auf Englisch. Der Titel bezieht sich auf Manns Ansicht, jeder Mensch habe an bestimmten Lebenspunkten die Möglichkeit, sich für das eine oder andere zu entscheiden und damit seinem Leben eine bestimmende Wendung zu geben. In seinem Leben war das die Wandlung vom ästhetisch-verspielten zum politisch engagierten Autor. Die amerikanische Presse nahm den Turning Point wohlwollend auf, so schrieb The New York Herald Tribune im Oktober 1942: „Fiele nicht gelegentlich eine unangebrachte umgangssprachliche Wendung in die geschliffene Prosa, schmeckte man nicht einen deutschen Hauch in seinem Transzendentalismus, hätte The Turning Point durchaus von einem amerikanischen Schriftsteller geschrieben worden sein können, der die zwanziger Jahre in Paris verbracht hatte, um zum sozialen Bewußtsein und zur Front gegen den Faschismus nach Hause zurückzukehren. Das ist eine Art Zeugnis für die internationale Sehweise, die Überwindung der nationalen Grenzen, die der Autor in den Schlussseiten des Buches für das einzige Ziel erklärt, das zählt.“ Die Verkaufszahlen entsprachen jedoch nicht den glänzenden Kritiken, sie konnten „keine Käufer für das Buch gewinnen,“ wie Thomas Mann bedauernd an Curt Riess schrieb.

### Klaus Mann – ein moderner Autor
Aufgrund starker Einflussnahme von Thomas Mann auf Gottfried Bermann Fischer, Thomas Manns Verleger, erschien Der Wendepunkt postum im Jahr 1952 erstmals im S. Fischer Verlag. Diese Autobiografie ist ein wichtiges Zeitdokument über die Literatur- und Kunstszene im Deutschland der 1920er Jahre und das Leben der deutschen Intellektuellen während des Exils im Zweiten Weltkrieg.
Die Neuentdeckung Klaus Manns nach dem Zweiten Weltkrieg ist jedoch seiner Schwester Erika zu verdanken. Sie fand in Berthold Spangenberg den Verleger und in Martin Gregor-Dellin den Herausgeber für die Neuveröffentlichung der ersten Klaus-Mann-Werkausgabe in Einzelausgaben in der Nymphenburger Verlagshandlung, ab 1974 in der edition spangenberg im Verlag Heinrich Ellermann. Die Neuausgaben erschienen zwischen 1963 und 1992. Als erster Band erschien im Herbst 1963 und damit 34 Jahre nach der Erstveröffentlichung Alexander. Roman der Utopie. Später setzte der Rowohlt Verlag diese Aufgabe fort. Die öffentliche Anerkennung seiner Leistungen erfolgte erst nach 1981, als Mephisto in Westdeutschland trotz des hier noch bestehenden Druckverbots in einer Neuausgabe erschien und innerhalb von zwei Jahren eine halbe Million Exemplare gedruckt wurden. Heute gehört der Roman zur klassischen Schullektüre. Der erfolgreichen Neuausgabe vorausgegangen war 1979 die dramatisierte Fassung von Ariane Mnouchkine im Pariser Théâtre du Soleil, und es folgte 1981 die Verfilmung des Mephisto von István Szabó; beide Adaptionen waren sehr erfolgreich. Inzwischen sind Klaus Manns gesamte schriftstellerische Arbeiten und nahezu umfassend die private Korrespondenz sowie die persönlichen Aufzeichnungen publiziert worden.
Uwe Naumann, Herausgeber zahlreicher Erstveröffentlichungen aus dem Nachlass Klaus Manns und Biograf, schrieb zum 100. Geburtstag des Autors in der Zeit am 16. November 2006: „Als sich Klaus Mann im Frühjahr 1949 verbittert und vereinsamt das Leben nahm, hätte er sich kaum träumen lassen, dass er Jahrzehnte später geradezu eine Kultfigur werden würde, vor allem für junge Menschen. Woher rührt die Faszination? Über eine seiner Romanfiguren, die Schauspielerin Sonja in Treffpunkt im Unendlichen (1932), hat Klaus Mann einmal gesagt, sie sei dazu verurteilt, hautlos durch dieses Treiben zu gehen, durch das zugleich grauenhafte und verlockende Leben der großen Städte. Die Charakterisierung passt auch auf ihn selbst: Seltsam unbehaust und ungeschützt hat er sein Leben gelebt, ständig unterwegs und ruhelos schweifend. Der Wendepunkt endet mit den Sätzen: Ruhe gibt es nicht, bis zum Schluß. Und dann? Auch am Schluß steht noch ein Fragezeichen. Vielleicht macht gerade die Zerrissenheit und Fragilität seiner Existenz seine verblüffende Modernität aus.“
Unter der Überschrift „Was bleibt von Klaus Mann“ resümierte der Medienwissenschaftler und Autor Heribert Hoven anlässlich Klaus Manns 100. Geburtstags im Jahr 2006: […] „Wie nur wenige repräsentiert er den typischen Intellektuellen der ersten Hälfte des vergangenen Jahrhunderts. Bis heute fehlen seine Erfahrungen schmerzlich. Sie sind indes einholbar in seinem nachgelassenen Werk, das im Rowohlt Verlag vorzüglich ediert vorliegt. Wir haben seine Stimme vermisst beim demokratischen Neuanfang im Nachkriegsdeutschland. Mit Sicherheit hätte er in Adenauers Greisenstaat und darüber hinaus noch einmal seine Kämpfernatur gegen die Spießbürgeridylle und für ein Bürgertum entfaltet, das in der Welt zuhause ist. Erst recht in den 60er Jahren hat er gefehlt, als eine idealistische Jugend erneut Tabubruch und Weltrevolution auf die Tagesordnung setzte.“

### Kritik
Klaus Mann wurde häufig wegen seines hohen Schreibtempos kritisiert. So entstanden zahlreiche Flüchtigkeitsfehler in manchen Werken. Beispielsweise war es ein Kritikpunkt Hermann Hesses an dem Roman Treffpunkt im Unendlichen, dass der Protagonist Sebastian im Hotelzimmer Nummer Elf wohne, kurz darauf sei es die Nummer Zwölf gewesen. Thomas Mann äußerte zu dem Schreibtempo seines Sohnes, er habe „zu leicht und zu rasch“ gearbeitet, „was die mancherlei Flecken und Nachlässigkeiten in seinen Büchern erklärt“.
In seinem Werk, als dessen Mittelpunkt seine Romane Symphonie Pathétique, Mephisto und Der Vulkan gelten, finden sich häufig autobiografische Bezüge, was ihm den Vorwurf des Exhibitionismus einbrachte. Marcel Reich-Ranicki schrieb dazu: „In allem, was Klaus Mann geschrieben hat, fällt auf, wie stark von früher Jugend an sein Bedürfnis war, Bekenntnisse und Geständnisse abzulegen, wie sehr er sich immer wieder zur Selbstbeobachtung, Selbstanalyse und Selbstdarstellung gedrängt fühlte. […] Fast alle seine Romane und Novellen enthalten deutliche und in der Regel nur flüchtig getarnte Beiträge zu seinen Autoporträts. […] er hatte offenbar nie Hemmungen, seine eigenen Sorgen und Komplexe ganz ohne Umschweife in die Figuren seiner Helden zu projizieren“.
Nicole Schaenzler hebt in ihrer Biografie über Klaus Mann seine Bindungsängste hervor: „Die vielen gescheiterten (Liebes-)Beziehungen und offensichtlichen Partnerverfehlungen auf der einen, die hingebungsvolle, teils mit großem Kraftaufwand betriebene Beschäftigung mit Personen, die ihn wie André Gide, René Crevel und – besonders gravierend – wie der eigene Vater konsequent auf Abstand hielten, auf der anderen Seite – dahinter verbirgt sich auch das Drama eines zutiefst bindungsängstlichen Menschen, der Zuneigung und Liebe vor allem ex negativo erlebt hat. Wer sich in einem solchen Teufelskreis der widerstreitenden Gefühle von Sehnsucht und Abwehr befindet, wer die Preisgabe seines Innersten so sehr fürchtet, dass er sich lieber gar nicht erst auf eine tiefere Beziehung einläßt, der wird über kurz oder lang die Vermeidung eines echten emotionalen Engagements zur einzig möglichen (Lebens-)Strategie erheben. Dabei erwächst dieses Verhaltensmuster zweifellos aus der – unbewussten – Furcht, verkannt, verletzt und verraten zu werden. […] Gut möglich, dass diese (selbst-)zerstörerische Vermeidungsstrategie nicht zuletzt die Konsequenz frühkindlicher Erfahrungen und einer schwierigen Eltern-Sohn-Konstellation war.“
Anlässlich Klaus Manns 75. Todestags im Jahr 2024 erschien eine umfangreiche Biografie von Thomas Medicus im Rowohlt Berlin Verlag. Die Reaktionen der Presse waren zum großen Teil positiv. Kritik übte jedoch der Rezensent der Zeit Volker Weidermann aus. „Leider erlaubt es auch diese neue Biografie Klaus Mann nicht, aus dem Schatten seines Vaters Thomas Mann zu treten. [...] Medicus nimmt dabei stets die Perspektive des Vaters ein, zeigt Verständnis für dessen Verhalten und redet die Leistungen des Sohnes klein.“.

### Klaus Manns Suizid
Seit frühester Jugend wurde Klaus Mann von dem Gefühl der Einsamkeit und von Todessehnsucht beherrscht. Der Tod wurde von ihm in privaten Aufzeichnungen und in seiner Arbeit ästhetisiert und zugleich glorifiziert. Reich-Ranicki führt dies auf persönliche Umstände zurück, denn „[er] war homosexuell. Er war süchtig. Er war der Sohn Thomas Manns. Also war er dreifach geschlagen.“
Andere Erklärungsversuche sehen Klaus Manns Todessehnsucht und damit seinen Suizid besonders in äußeren Umständen begründet, so schrieb Kurt Sontheimer am 11. August 1990 in der Welt: „Klaus Mann hat sich durch seinen Freitod von den geistigen Kämpfen seiner Zeit verabschiedet – zu früh. Aber er hat gerade mit seiner Person ein großes Beispiel für den Glauben an den europäischen Geist gegeben, das uns heute ein Vorbild sein kann.“
Heinrich Mann resümierte gleichermaßen, sein Neffe Klaus sei „von dieser Epoche getötet“ worden, und Thomas Manns Fazit lautete: „Er starb gewiß auf eigene Hand und nicht um als Opfer der Zeit zu posieren. Aber er war es in hohem Grade.“
Golo Mann betonte den latent vorhandenen Todeswunsch des Bruders in seinen Erinnerungen an meinen Bruder Klaus: „Eine Reihe heterogener Ursachen, Kummer über Politik und Gesellschaft, Geldnot, Mangel an Echo, Drogenmissbrauch addieren sich, aber summieren sich nicht zu dem Ganzen, welches hier der Tod war. Die Neigung zum Tod war in ihm gewesen von Anfang an, er hatte nie alt werden können oder wollen, er war am Ende; günstigere Bedingungen im Moment hätten sein Leben verlängert, jedoch nur um ein geringes Stück. Damit wird nichts erklärt, nur etwas festgestellt.“

### Literarische Darstellung
Klaus Mann ist eine Figur in Robert Cohens Roman Exil der frechen Frauen (Rotbuch-Verlag, Berlin 2009, ISBN 978-3-86789-057-1).

### Ehrungen
Der Klaus-Mann-Platz in Frankfurt am Main wurde 1995 nach ihm benannt. Im Jahr 2006 wurde ein Platz in
München nach ihm benannt.

## Veröffentlichungen

### Romane
- Der fromme Tanz. Das Abenteuerbuch einer Jugend. Enoch Verlag, Hamburg 1926, erw. Neuausgabe Rowohlt, Reinbek 2004, ISBN 3-499-23687-7.
- Alexander. Roman der Utopie. S. Fischer, Berlin 1929, erw. Neuausgabe Rowohlt, Reinbek 2006, ISBN 3-499-24412-8.
- Treffpunkt im Unendlichen. S. Fischer, Berlin 1932, Neuausgabe Rowohlt, Reinbek 1998, ISBN 3-499-22377-5.
- Flucht in den Norden. Querido, Amsterdam 1934, erw. Neuausgabe Rowohlt Verlag, Reinbek 2003, ISBN 3-499-23451-3; Neuausgabe Rowohlt, Hamburg 2019, ISBN 978-3-499-27650-7.
- Symphonie Pathétique. Ein Tschaikowsky-Roman. Querido, Amsterdam 1935, erw. Neuausgabe Rowohlt, Reinbek 1999, ISBN 3-499-22478-X; Neuausgabe Rowohlt, Hamburg 2019, ISBN 978-3-499-27648-4.
- Mephisto. Roman einer Karriere. Querido Verlag, Amsterdam 1936, Neuausgabe Rowohlt, Reinbek 1981, überarbeitete Neuausgabe 2007, ISBN 978-3-499-22748-6; Neuausgabe Rowohlt, Hamburg 2019, ISBN 978-3-498-04546-3.
- Der Vulkan. Roman unter Emigranten. Querido, Amsterdam 1939, überarbeitete und erw. Neuausgabe Rowohlt, Reinbek 1999, ISBN 3-499-22591-3.
- The Last Day. 1949. Das bisher unveröffentlichte Fragment wurde 2015 in den Essayband Treffpunkt im Unendlichen: Fredric Kroll – ein Leben für Klaus Mann, hrsg. von Detlef Grumbach, erstmals aufgenommen. Männerschwarm, Hamburg 2015, ISBN 978-3-86300-191-9.

### Erzählungen, Berichte, Aufsätze
- Vor dem Leben, Erzählungen. Enoch Verlag, Hamburg 1925 (heute enthalten in Maskenscherz. Die frühen Erzählungen).
- Kindernovelle, Erzählung. Enoch, Hamburg 1926 (ebd.).
- Rundherum. Ein heiteres Reisebuch. (Mit Erika Mann). S. Fischer, Berlin 1929. Neuausgabe Rowohlt, Reinbek 1996, ISBN 3-499-13931-6.
- Abenteuer. Novellen. Reclam, Leipzig 1929.
- Auf der Suche nach einem Weg. Aufsätze. Transmare Verlag, Berlin 1931.
- Das Buch von der Riviera (Mit Erika Mann). aus der Reihe: Was nicht im „Baedeker“ steht, Band XII. Piper, München 1931. Neuausgabe Rowohlt, Reinbek 2003, ISBN 3-499-23667-2; Neuausgabe Kindler, Hamburg 2019, ISBN 978-3-463-40715-9.
- Die Sammlung. Literarische Monatsschrift. (Unter dem Patronat von André Gide, Aldous Huxley, Heinrich Mann herausgegeben von Klaus Mann.) Querido, Amsterdam. September 1933 – August 1935. Neuausgabe Rogner und Bernhard Verlag, München 1986 bei Zweitausendeins. Zwei Bände, ISBN 3-8077-0222-9.
- Vergittertes Fenster. Novelle (über die letzten Tage von Ludwig II. von Bayern). Querido Verlag, Amsterdam 1937; danach S. Fischer, Frankfurt am Main 1960 (heute enthalten in Speed. Die Erzählungen aus dem Exil.)
- Escape to Life. Deutsche Kultur im Exil. (Zusammen mit Erika Mann). Houghton Mifflin, Boston 1939. Neuausgabe Rowohlt, Reinbek 1991, ISBN 3-499-13992-8.
- The Other Germany. (Zusammen mit Erika Mann), Modern Age, New York 1940 (Volltext im Internet Archive).
- Decision. A Review of Free Culture. Ed. by Klaus Mann. New York, Januar 1941 – Februar 1942.
- André Gide and the Crisis of Modern Thought. Creative Age, New York 1943 (dt.: Andre Gide und die Krise des modernen Denkens). Neuausgabe Rowohlt, Reinbek 1995, ISBN 3-499-15378-5.
- Heart of Europe. An Anthology of Creative Writing in Europe 1920–1940. Ed. by Hermann Kesten and Klaus Mann. L. B. Fischer, New York 1943.
- André Gide: Die Geschichte eines Europäers. Steinberg, Zürich 1948.
- Die Heimsuchung des europäischen Geistes. Essay 1948. Neuausgabe bei Transit Buchverlag 1993, ISBN 3-88747-082-6 (auch enthalten in Auf verlorenem Posten. S. 523–542).

### Postum veröffentlichte Erzählungen, Aufsätze, Reden und Kritiken
- Friedrich Albrecht (Hrsg.): Klaus Mann: Letztes Gespräch. Erzählungen, Aufbau-Verlag, Berlin und Weimar 1986[74]
- Michel Grunewald (Hrsg.): Mit dem Blick nach Deutschland. Der Schriftsteller und das politische Engagement, München, edition spangenberg im Ellermann Verlag 1985, ISBN 3-7707-0206-9
- Uwe Naumann (Hrsg.): Maskenscherz. Die frühen Erzählungen. Rowohlt, Reinbek 1990, ISBN 3-499-12745-8.
- Uwe Naumann (Hrsg.): Speed. Die Erzählungen aus dem Exil. Rowohlt, Reinbek 1990, ISBN 3-499-12746-6. Erste vollständige Sammlung von Klaus Manns teils bislang unveröffentlichten Erzählungen aus den Jahren 1933 bis 1943.
- Uwe Naumann, Michael Töteberg (Hrsg.): Die neuen Eltern. Aufsätze, Reden, Kritiken 1924–933. Rowohlt, Reinbek 1992, ISBN 3-499-12741-5. Darin enthalten: Ricki Hallgarten – Radikalismus des Herzens.
- Uwe Naumann, Michael Töteberg (Hrsg.): Zahnärzte und Künstler. Aufsätze, Reden, Kritiken 1933–1936. Rowohlt, Reinbek 1993, ISBN 3-499-12742-3.
- Uwe Naumann, Michael Töteberg (Hrsg.): Das Wunder von Madrid. Aufsätze, Reden, Kritiken 1936–1938. Rowohlt, Reinbek 1993, ISBN 3-499-12744-X.
- Uwe Naumann und Michael Töteberg (Hrsg.): Zweimal Deutschland. Aufsätze, Reden, Kritiken 1938–1942. Rowohlt, Reinbek 1994, ISBN 3-499-12743-1.
- Uwe Naumann, Michael Töteberg (Hrsg.): Auf verlorenem Posten. Aufsätze, Reden, Kritiken 1942–1949. Rowohlt, Reinbek 1994, ISBN 3-499-12751-2.
- Klaus Mann: Distinguished Visitors. Der amerikanische Traum (Erstausgabe bei der edition spangenberg 1992). Aus dem Englischen übersetzt von Monika Gripenberg, Rowohlt, Reinbek 1996, ISBN 3-499-13739-9.
- Klaus Mann: Das zwölfhundertste Hotelzimmer. Ein Lesebuch. Rowohlt, Reinbek 2006, ISBN 3-499-24411-X.

### Theaterstücke, Drehbuch
- Anja und Esther. Theaterstück, 1925, ISBN 3-936618-09-7 (auch enthalten in Der siebente Engel. Die Theaterstücke)
- Revue zu Vieren. Theaterstück, 1926 (ebd.)
- Gegenüber von China. Theaterstück, 1929 gedruckt, 1930 uraufgeführt (ebd.)
- Geschwister. Theaterstück nach Cocteau 1930 (ebd.)
- Athen. Theaterstück, 1932, geschrieben unter dem Pseudonym Vincenz Hofer (ebd.)
- Der siebente Engel. Drama, Zürich 1946 (ebd.) Am 21. Januar 2007 wurde im Ernst Deutsch Theater in Hamburg Der siebente Engel in einer inszenierten (Ur-)Lesung dem Publikum vorgestellt. Dieses Stück wurde noch nie aufgeführt.
- Uwe Naumann und Michael Töteberg (Hrsg.): Der siebente Engel. Die Theaterstücke. Rowohlt, Reinbek 1989, ISBN 3-499-12594-3.
- Nele Lipp/Uwe Naumann (Hrsg.): Die zerbrochenen Spiegel: Eine Tanzpantomime. peniope, München 2010, ISBN 978-3-936609-47-9. Das nur Fachleuten bekannte Tanzstück, ein Märchen um den Prinzen Narziss aus dem Jahr 1927, gelangte im Juni 2010 in der Aula der Hochschule für bildende Künste Hamburg am Lerchenfeld zur Welturaufführung.
- Klaus Mann: Der Kaplan. Ein Drehbuch für Roberto Rossellinis Filmklassiker "Paisà". herausgegeben und mit einem Vorwort von Susanne Fritz. Wallstein, Göttingen 2020, ISBN 978-3-8353-3830-2.

### Autobiografien, Tagebücher, Briefe
- Kind dieser Zeit. Autobiografie. Transmare Verlag, Berlin 1932. Erweiterte Neuausgabe, Rowohlt, Reinbek 2000, ISBN 3-499-22703-7.
- The Turning Point: Thirty-Five Years in this Century. Autobiografie. L. B. Fischer, New York 1942.
- Der Wendepunkt. Ein Lebensbericht. 1952. Erweiterte Neuausgabe mit Textvariationen und Entwürfen im Anhang, herausgegeben und mit einem Nachwort von Fredric Kroll. Rowohlt, Reinbek 2006, ISBN 3-499-24409-8; Neuausgabe Rowohlt, Hamburg 2019, ISBN 978-3-499-27649-1.
- Joachim Heimannsberg (Hrsg.): Tagebücher 1931–1949. (Auszüge). Rowohlt, Reinbek 1990, ISBN 3-499-13237-0. (Die Tagebücher werden im Klaus Mann Archiv der Monacensia, München aufbewahrt und dürfen laut Verfügung der Familie erst ab 2010 komplett veröffentlicht werden, sind aber für die Forschung nun freigegeben.) Ab Mai 2012 stehen sie digital öffentlich zur Verfügung.
- Friedrich Albrecht (Hrsg.): Klaus Mann: Briefe. Aufbau-Verlag, Berlin und Weimar 1988, ISBN 3-351-00894-5.
- Golo Mann, Martin Gregor-Dellin (Hrsg.): Briefe und Antworten 1922–1949. Rowohlt, Reinbek 1991, ISBN 3-499-12784-9.
- Herbert Schlüter, Klaus Mann: Briefwechsel 1933–1949. In: Sinn und Form 3/2010, S. 370–403 (dazu als Einleitung: Klaus Täubert: Zwillingsbrüder, Herbert Schlüter und Klaus Mann. In: Sinn und Form. 3/2010, S. 359–369; sowie: Herbert Schlüter: Aus dem italienischen Tagebuch. In: Sinn und Form. 3/2010, S. 404–417).
- Gustav Regler: Briefe an Klaus Mann. Mit einem Briefentwurf von Klaus Mann. In: Sinn und Form. 2/2011, S. 149–176 (anschließend: Ralph Schock: „Am besten gefiel mir wieder Regler“. Gustav Regler und Klaus Mann. In: Sinn und Form. 2/2011, S. 177–183).
- Rüdiger Schütt (Hrsg.): „Ich glaube, wir verstehn uns“. Klaus Mann und Kurt Hiller – Weggefährten im Exil. Briefwechsel 1933–1948. edition text+kritik, München 2011, ISBN 978-3-86916-112-9.
- Inge Jens und Uwe Naumann (Hrsg.): „Lieber und verehrter Onkel Heinrich“. Rowohlt, Reinbek 2011, ISBN 978-3-498-03237-1.

### Gedichte und Chansons
Gedichte und Chansons. Herausgegeben von Uwe Naumann und Fredric Kroll. Mit Radierungen von Inge Jastram. Edition Frank Albrecht, Schriesheim, 1999, ISBN 3-926360-15-1 (Erstmals werden in diesem Band sämtliche lyrische Arbeiten versammelt, darunter zahlreiche bisher unveröffentlichte Texte aus dem Nachlass; die Spannbreite reicht von den ersten Kindheitsgedichten bis hin zu den Satiren für das Kabarett Die Pfeffermühle seiner Schwester Erika).

## Film und Theater
- Beteiligung Klaus Manns am Drehbuch zum Film Paisà (1946) von Roberto Rossellini, die Folge wurde zwar nicht gedreht, aber 2020 als Buch Der Kaplan veröffentlicht.[75]
- Mephisto, Verfilmung von István Szabó mit Klaus Maria Brandauer, 1980
- Treffpunkt im Unendlichen – Die Lebensreise des Klaus Mann, Dokumentarfilm von Heinrich Breloer und Horst Königstein, 1983
- Flucht in den Norden, Verfilmung von Ingemo Engström, 1985/1986
- Der Vulkan, Verfilmung von Ottokar Runze mit Nina Hoss, 1998
- Escape to Life – Die Erika und Klaus Mann Story, Dokumentarfilm von Andrea Weiss und Wieland Speck mit Maren Kroymann und Cora Frost, 2001
- Die Manns – Ein Jahrhundertroman. Mehrteilige Fernsehverfilmung der Familiengeschichte von Heinrich Breloer und Horst Königstein, 2001
- Lieber verehrter Onkel Heinrich – Auf den Spuren von Klaus und Heinrich Mann, von Thomas Grimm, mit Inge Jens, Uwe Naumann, Zeitzeugen-TV, 45 min, 2011
- Mephisto, Schauspiel von Thomas Jonigk nach Klaus Mann. Uraufführung im Staatstheater Kassel, 24. Januar 2020[76]
- Erik*a, Schauspiel, Schauburg (München), Februar 2023[77]

## Neue Medien
- Thomas Mann, Klaus Mann: Väter und Söhne. Aus Briefen, Tagebüchern und Erinnerungen. Gelesen von Will und Christian Quadflieg. Zwei Audio-CDs, Universal Music, Reihe Deutsche Grammophon Literatur 1995, ISBN 978-3-932784-49-1.
- Der Wendepunkt, Lesung mit Ulrich Noethen, Regie: Petra Meyenburg, MDR/BR 1999 / der Hörverlag 2004, ISBN 3-89584-958-8.
- Symphonie pathetique, Hörbuch-download, gelesen von Stefan Senf, Lilyla Hörbuch-Editionen 2021, EAN 9783959898331.
- Symphonie Pathétique. Hörbuch, gelesen von Sylvester Groth, MDR, 2024[78]
- Mephisto, Hörbuch-download, gelesen von Ingolf Kloss, Hoerbuchedition words & music 2021, EAN 4066338483669.
- Treffpunkt im Unendlichen, Hörbuch-download, gelesen von Adam Hahne. GD Publishing, Berlin 2023, ISBN 978-3-98911-003-8.
- Hotel Bedford – Ein Stück Exil, Studiozeit Hörspiel, nach einem Skript von Horst Königstein und Torsten Schulz, Bearbeitung und Regie: Barbara Plensat, Rundfunk Berlin-Brandenburg 2006.